# Neoclassicismo francese

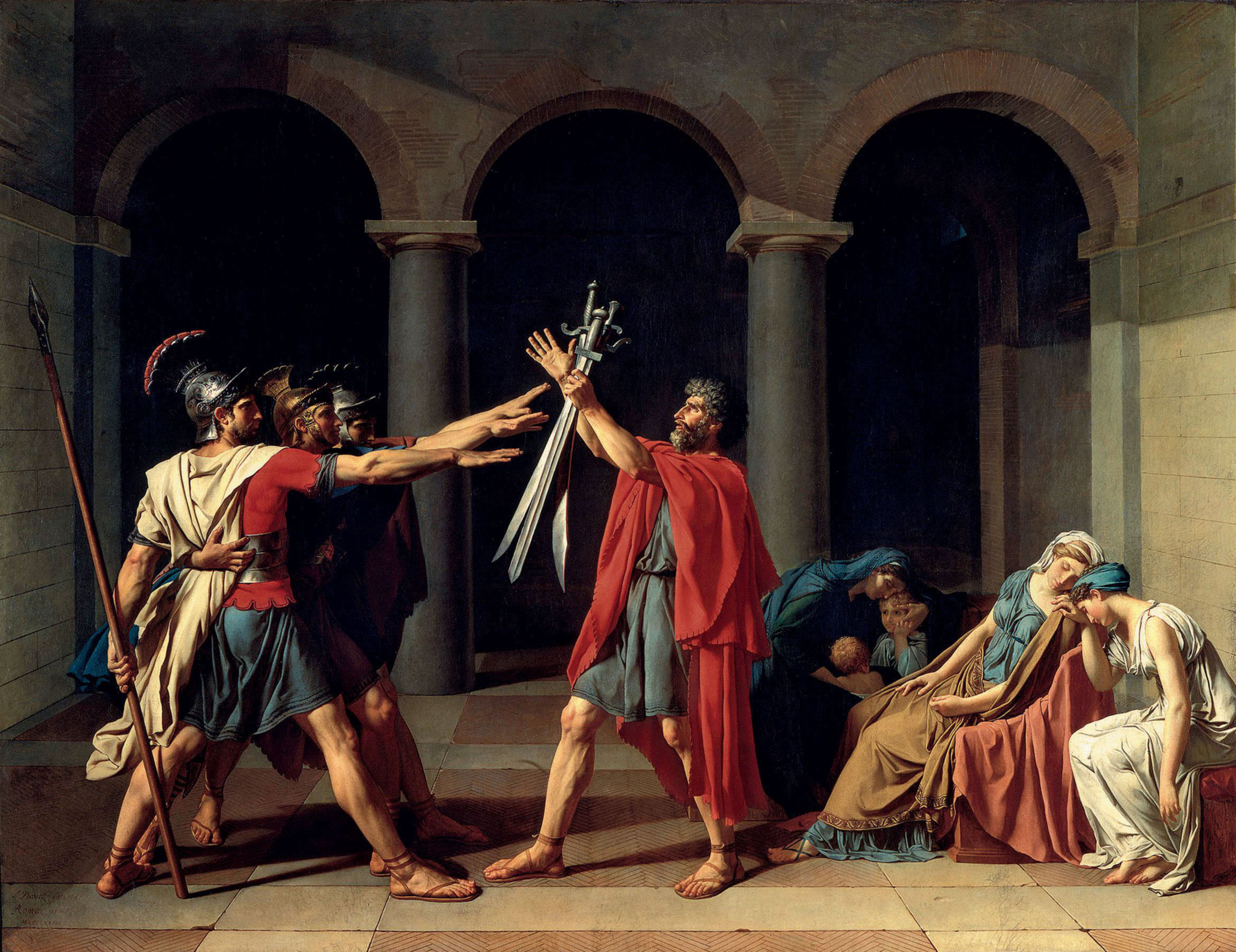
Il giuramento degli Orazi, dipinto da Jacques-Louis David (1784-85 circa; Parigi, Museo del Louvre).

Il neoclassicismo in Francia fu lo stile dominante in architettura, pittura e scultura tra il 1760 ed il 1830. Nella patria del rococò, il neoclassicismo si sviluppò come una sorta di reazione agli eccessi di questi stili per favorire una maggiore sobrietà di linee e forme che, soprattutto nell'architettura, si espresse con colonne che riprendevano i modelli greci e romani antichi. Nell'ambito della pittura venne favorito il tema dell'eroismo e del sacrificio, sempre riferito ai tempi degli antichi greci e romani. Prime tracce del neoclassicismo in Francia si ritrovano già alla fine del regno di Luigi XV, ma divennero dominanti durante il regno di Luigi XVI per poi proseguire durante il periodo della Rivoluzione Francese, del Direttorio e del regno di Napoleone Bonaparte oltre che nella Restaurazione borbonica e sino al 1830 quando venne gradualmente rimpiazzato dal romanticismo e dall'eclettismo.
Tra gli architetti francesi più noti in questo periodo citiamo Ange-Jacques Gabriel (1698-1782), Jacques-Germain Soufflot (1713–1780), Claude-Nicolas Ledoux (1736-1806) e Jean-François Chalgrin (1739-1811); pittori come Jacques-Louis David (1748-1825) ed il suo allievo, Jean-Auguste-Dominique Ingres (1780-1867), dominarono la scena nei medesimi anni.

## Storia
In Francia, il neoclassicismo si palesò a metà Settecento, ispirato in parte dai ritrovamenti archeologici ritrovati a Ercolano (1738) e Pompei (1748), che portarono alla luce dipinti e disegni classici. La notizia di queste scoperte, accompagnata dalla presenza di incisioni che circolarono apertamente, attirò l'attenzione di antiquari, collezionisti e archeologi francesi come Anne Claude de Caylus che per primo pubblicò in Francia il Recueil d'antiquités, un resoconto del suo viaggio nell'archeologia europea pubblicato nel 1755.
Negli anni '40 del Settecento, ad ogni modo, lo stile aveva già iniziato a mutare; le decorazioni divennero meno stravaganti rispetto allo stile precedente e più discrete. Nel 1754 il fratello di madame de Pompadour, il marchese di Marigny, accompagnò il disegnatore Nicolas Cochin e una delegazione di artisti e studenti in Italia per vedere e studiare le recenti scoperte archeologiche di Pompei ed Ercolano, predisponendo un tour anche per vedere altri monumenti classici. Il loro ritorno in patria entusiasmò l'alta società francese a guardare con maggiore ammirazione i monumenti greci e romani classici. Nel 1754 il gruppo pubblicò un manifesto contro lo stile rocaille, invocando apertamente un ritorno al classicismo. Il marchese di Marigny, dopo la morte di Luigi XV, divenne direttore delle costruzioni per Luigi XVI.
Questo nuovo stile venne appoggiato anche dai philosophes come Denis Diderot e Jean-Jacques Rousseau, i quali chiedevano a gran voce la restaurazione dei valori morali della società, e l'abate Laugier, che aveva scritto un Saggio sull'architettura, pure chiedeva un ritorno alle forme pure e ordinate dell'architettura. I siti archeologici in Grecia ed in Italia divennero una tappa obbligata per gli aristocratici e gli studenti che si portavano in Grand Tour in Europa. I migliori tra i più giovani arstisti francesi facevano a gara per competere per studiare all'Accademia di Francia a Roma. Ingres ebbe l'opportunità di studiarvi e poi ne divenne anche il direttore. Nel 1757 l'architetto francese Jean-François Neufforge pubblicò Recueil élémentaire d'architecture, il primo testo illustrato sui caratteri del nuovo stile architettonico. Il nuovo gusto artistico venne definito le goût grec ("il gusto greco"). Esso richiamava le forme geometriche e le decorazioni secondo «il sobrio e maestoso stile degli architetti dell'antica grecia».
Durante gli ultimi anni di regno di Luigi XV e durante il regno di Luigi XVI, il nuovo stile si fece strada nelle residenze reali, ed in particolare nei saloni a disposizione della Delfina e futura regina Maria Antonietta, e quindi dell'aristocrazia parigina. Esso combinava elementi greci, romani, etruschi, arabi e grotteschi, oltre a cineserie e turcherie del tempo. Tra il 1780 ed il 1792 lo stile iniziò a diffondersi in maniera preponderante anche a livello architettonico con strutture spiccatamente neoclassiche come il Petit Trianon di Versailles o lo Château de Bagatelle (1777). Tra le opere pittoriche di maggior fama vi indubbiamente Il giuramento degli Orazi (1784) di Jacques-Louis David.

## Architettura

### Luigi XIV, Luigi XV e Luigi XVI
Il classicismo come stile apparve nell’ambito dell’architettura francese già durante il regno di Luigi XIV. Nel 1667 il re rigettò gli schemi barocchi per la costruzione della nuova facciata orientale de Louvre come proposta da Gian Lorenzo Bernini, il più famoso architetto e scultore dell’epoca barocca, in favore di una composizione più sobria con un piedistallo e colonne elevate di ordine corinzio come proposto dalla commissione composta da Louis Le Vau, Charles Le Brun e Claude Perrault. Il risultato, incorporando elementi dell’antica Roma, dello stile francese e dell’architettura italiana, «si risolse in una delle più grande facciate per palazzo in Europa».
Sotto Luigi XIV, l’esempio delle cupole romane e delle facciate a colonne monumentali divennero un tratto dominante nelle nuove chiese da lui costruite, iniziando dalla cappella di Val-de-Grâce (1645-1710) progettata da Mansart, Jacques Lemercier e Pierre Le Muet, seguita poi dalla chiesa de Les Invalides (1680-1706). Mentre l’esterno dell’architettura era classico, l’interno invece riprendeva i decori di stile barocco.

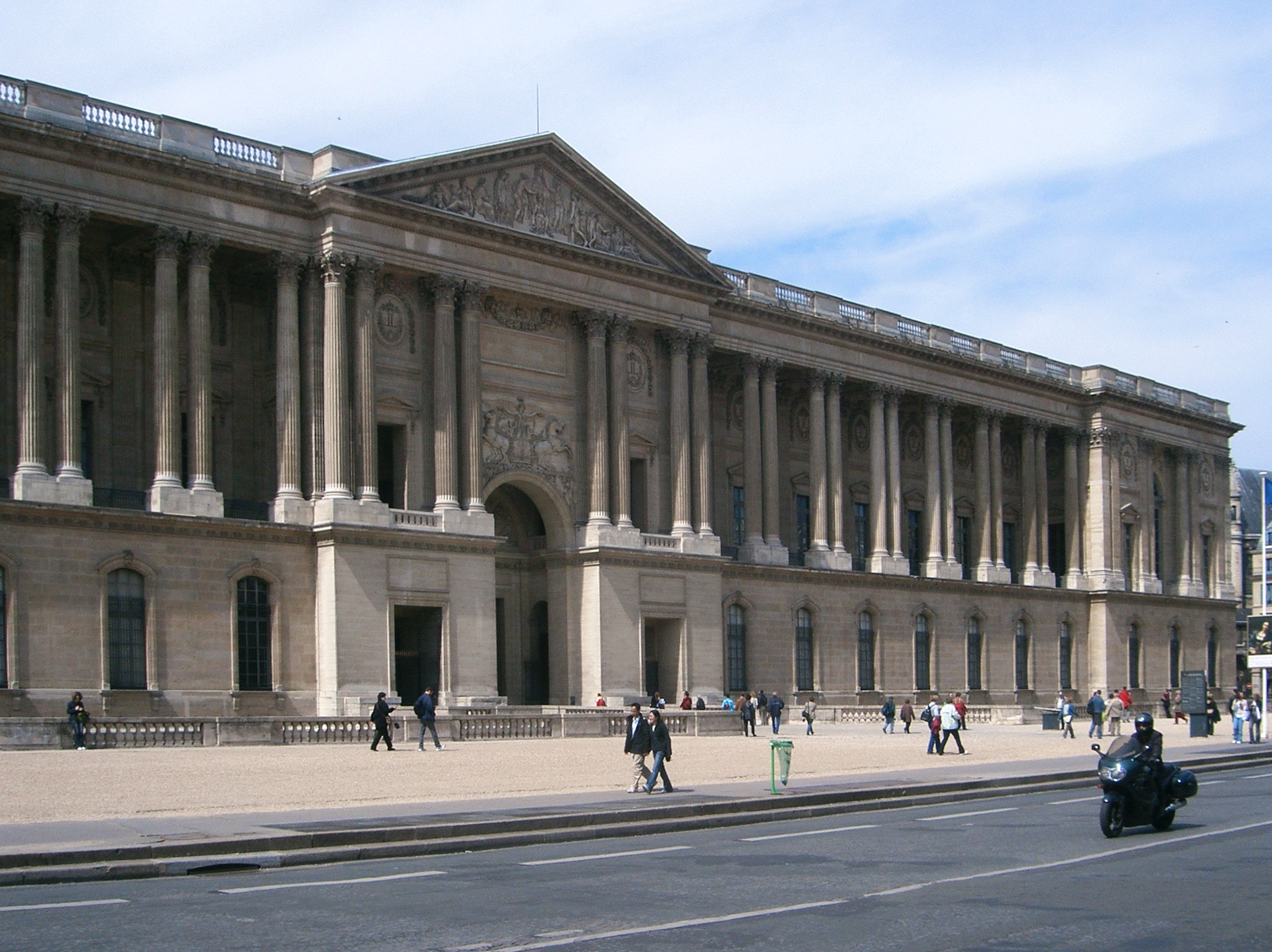
La facciata orientale del Louvre di Louis Le Vau, Charles Le Brun e Claude Perrault (1667-1670).
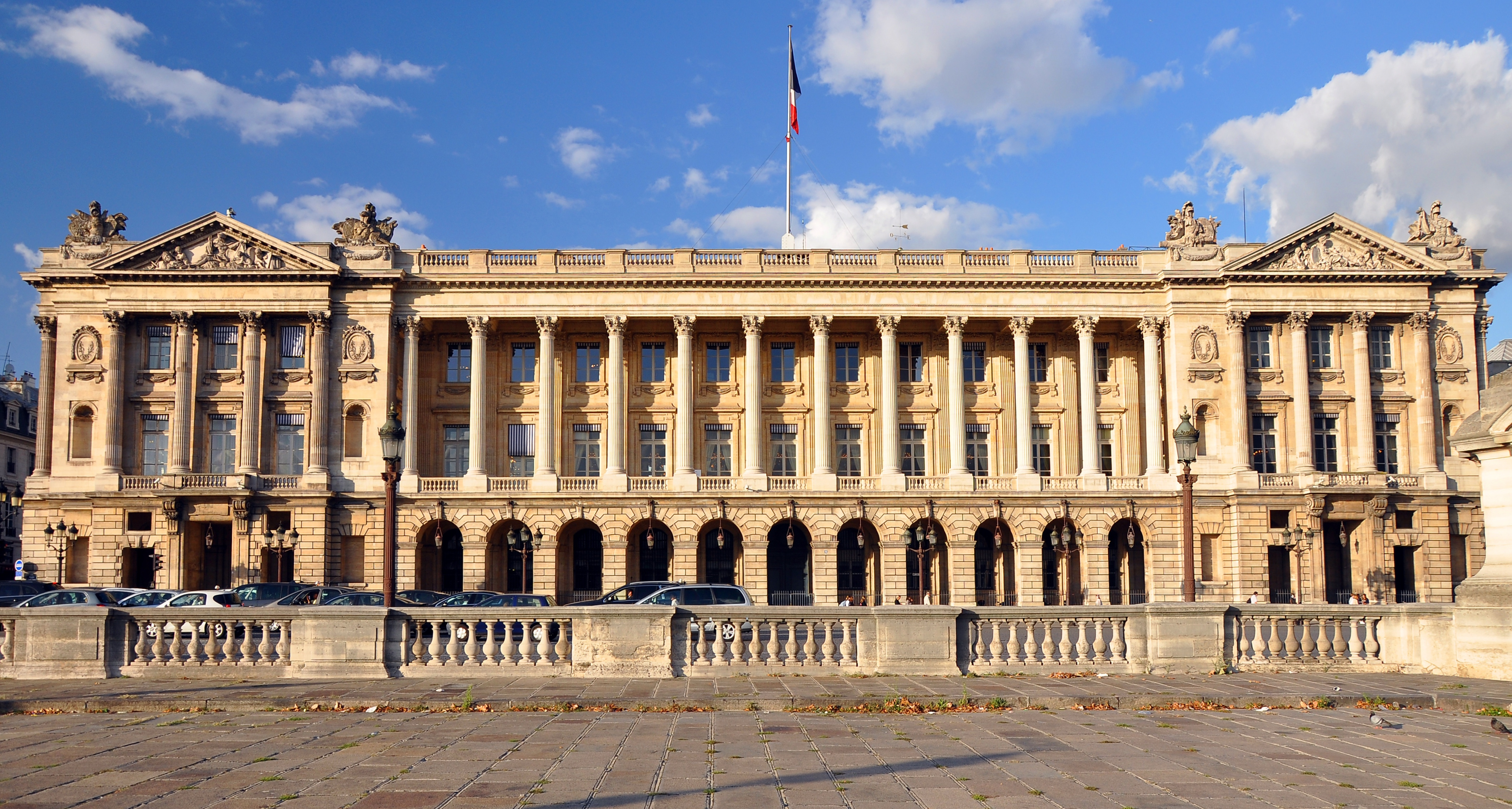
L'Hôtel de la Marine su Place de la Concorde (1761–70).
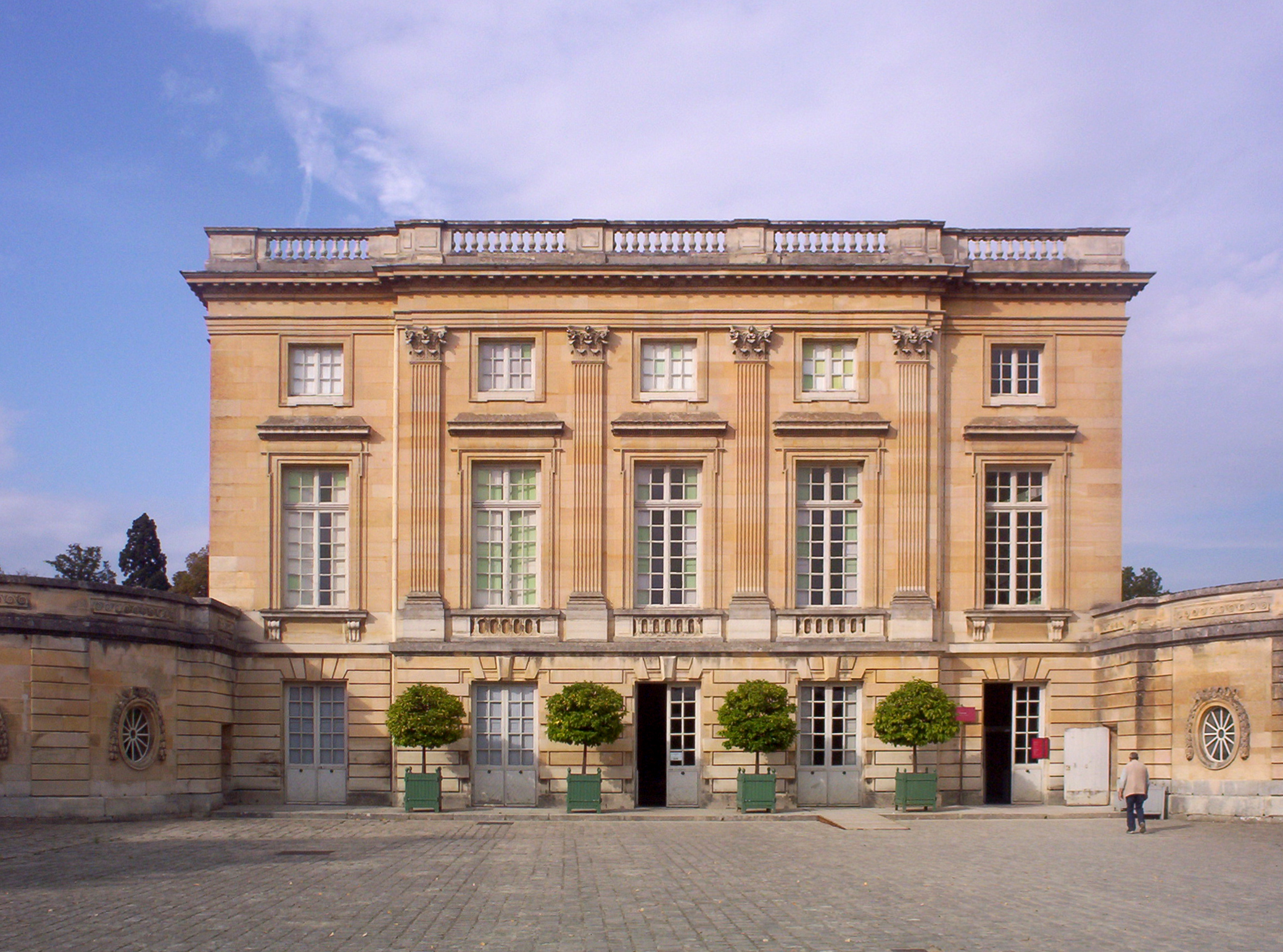
Il Petit Trianon (1764).
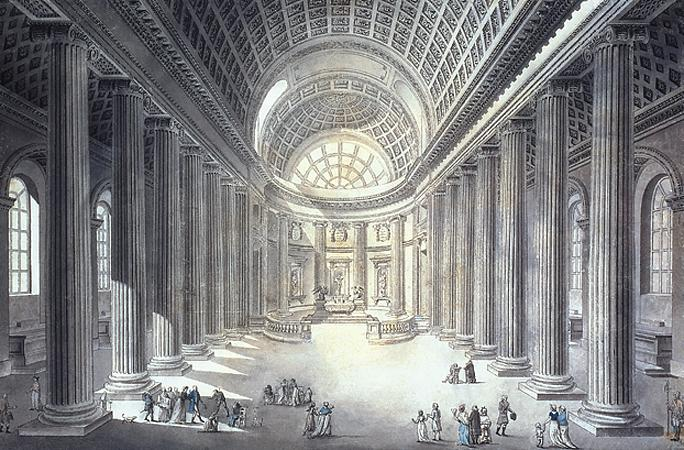
Interno della chiesa di Saint-Philippe-du-Roule, Parigi (1765–70).

Nell’ultima parte del regno di Luigi XV, il neoclassico divenne lo stile dominante sia nell’architettura civile che in quella religiosa. L’architetto capo del re era Jacques Gabriel dal 1734 al 1742, a cui poi subentrò suo figlio, l’ancora più famoso Ange-Jacques Gabriel sino alla fine del regno. Tra le sue opere di maggior rilievo si ricordano l’École Militaire, l’insieme delle strutture che si affacciavano su Place Louis XV (oggi Place de la Concorde, 1761-1770) ed il Petit Trianon di Versailles (1764).  Nel corso del regno di Luigi XV, mentre gli interni apparivano riccamente decorati, le facciate esterne divennero col tempo sempre più semplici, meno ornate e più classiche nelle forme. Le facciate che Gabriel disegnò erano bilanciate nelle loro file di finestre e colonne e, negli edifici più grandi come quelli su Place de la Concorde, contraddistinte spesso da grandi arcate a livello della strada e da basamenti o balaustre sui tetti. Alcuni ornamenti erano rappresentati da balconate in ferro battuto con disegni ondulati a rocailles a riprendere i decori degli interni.
Le architetture religiose del periodo furono anch’esse sobrie e monumentali nel contempo e, sulla fine del regno di Luigi XV, nettamente neoclassiche; tra gli esempi principali sono incluse la chiesa di Saint-Genevieve (attuale Panthéon), costruita tra il 1758 ed il 1790 secondo un disegno di Jacques-Germain Soufflot, e la chiesa di Saint-Philippe-du-Roule (1765-1777) di Jean Chalgrin.

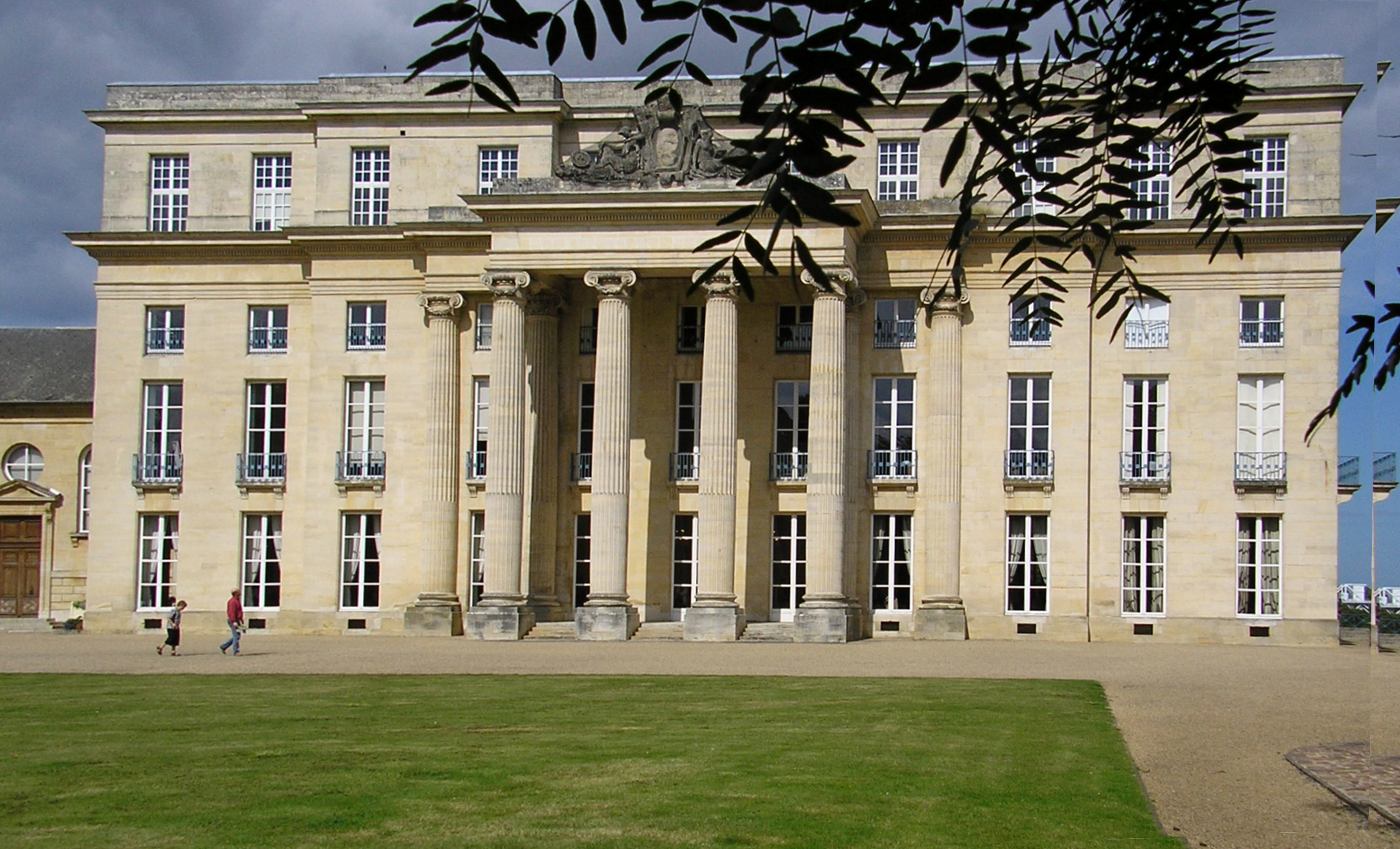
Castello di Bénouville, di Claude-Nicolas Ledoux (1770-1780).
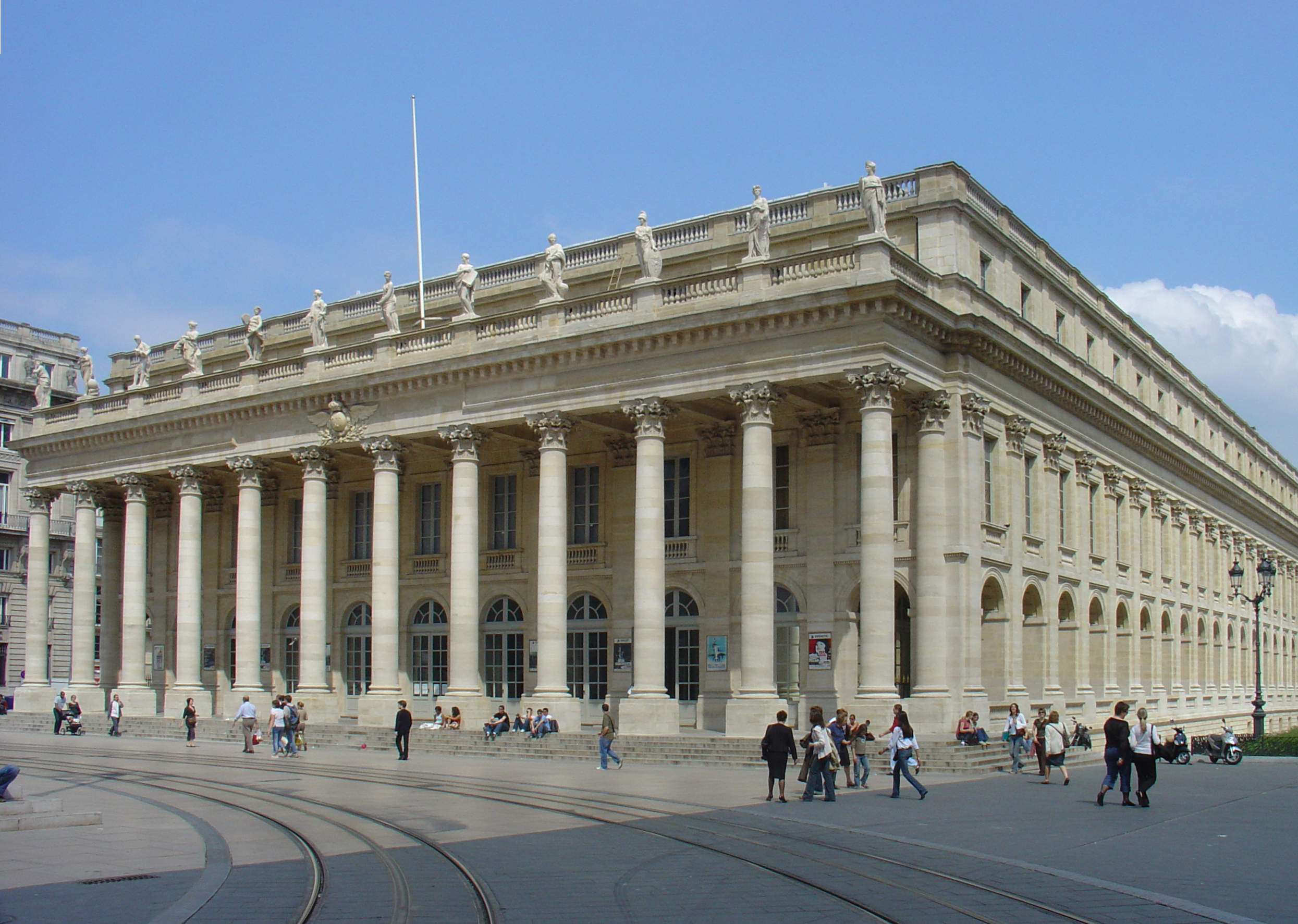
Gran Teatro di Bordeaux, di Victor Louis (1780).
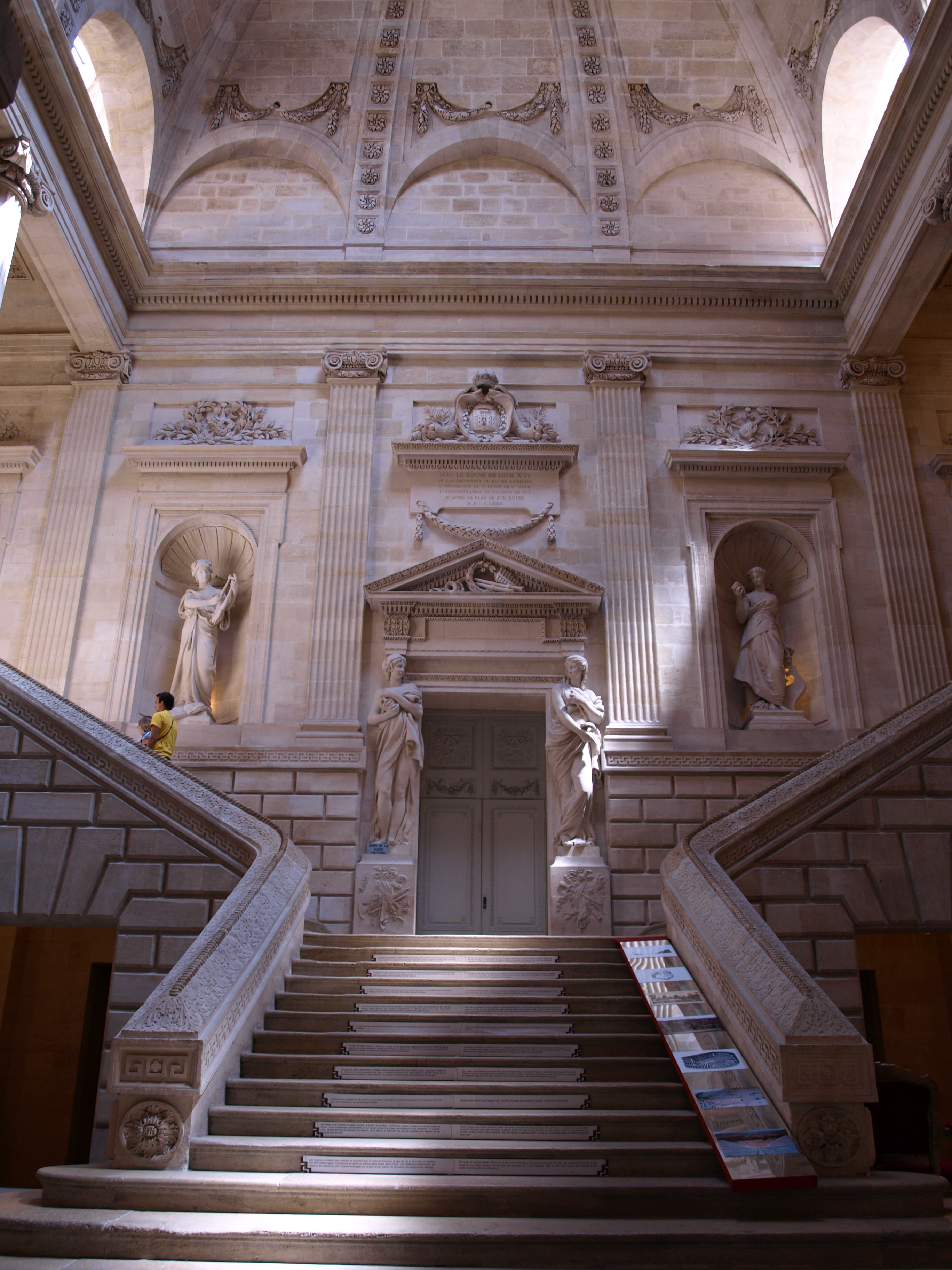
Scalinata del Gran Teatro di Bordeaux, Victor Louis (1780).
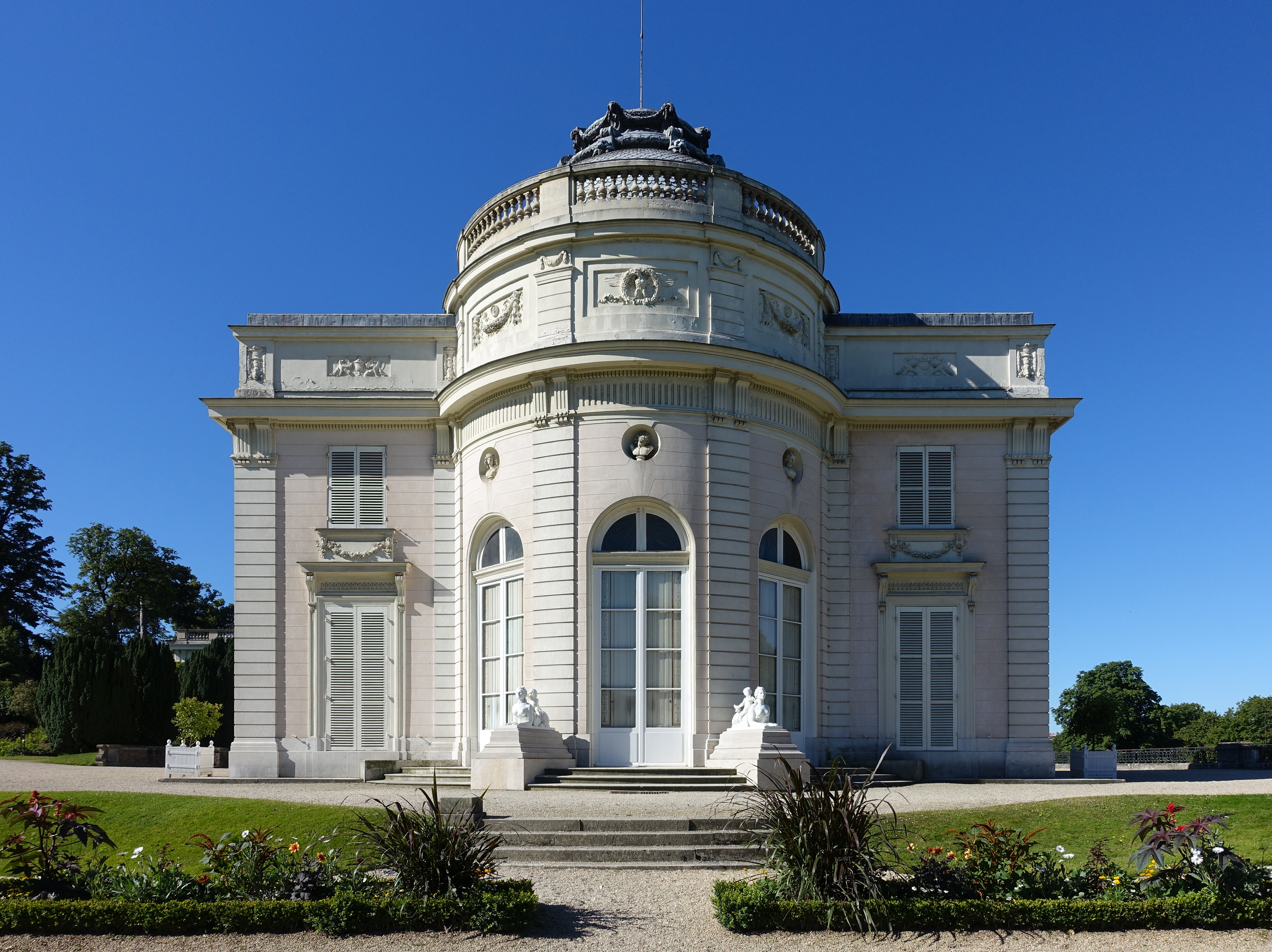
Castello di Bagatelle di François-Joseph Bélanger (1777).
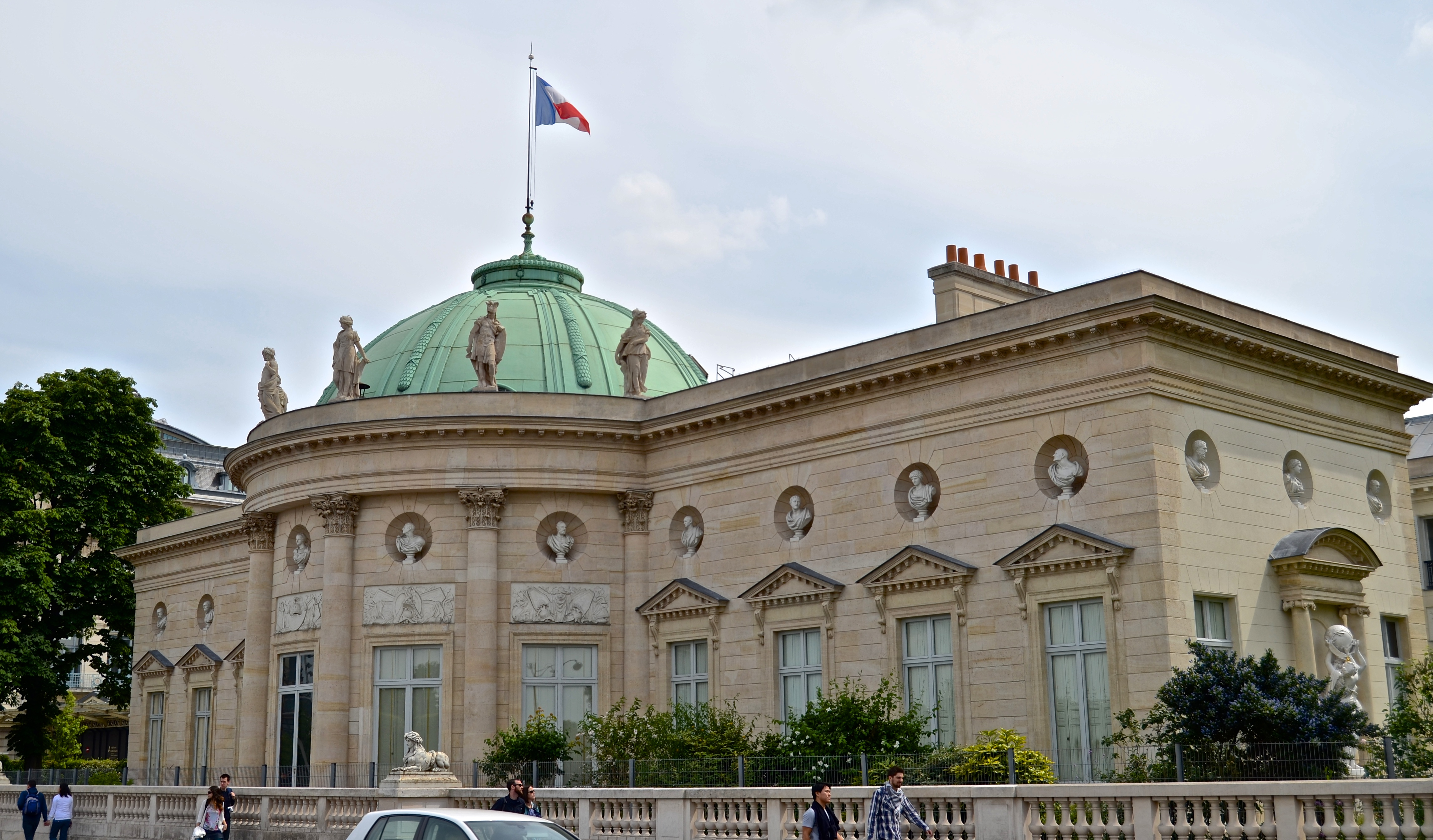
L'Hôtel de Salm, Parigi, di Pierre Rousseau (1751-1810).
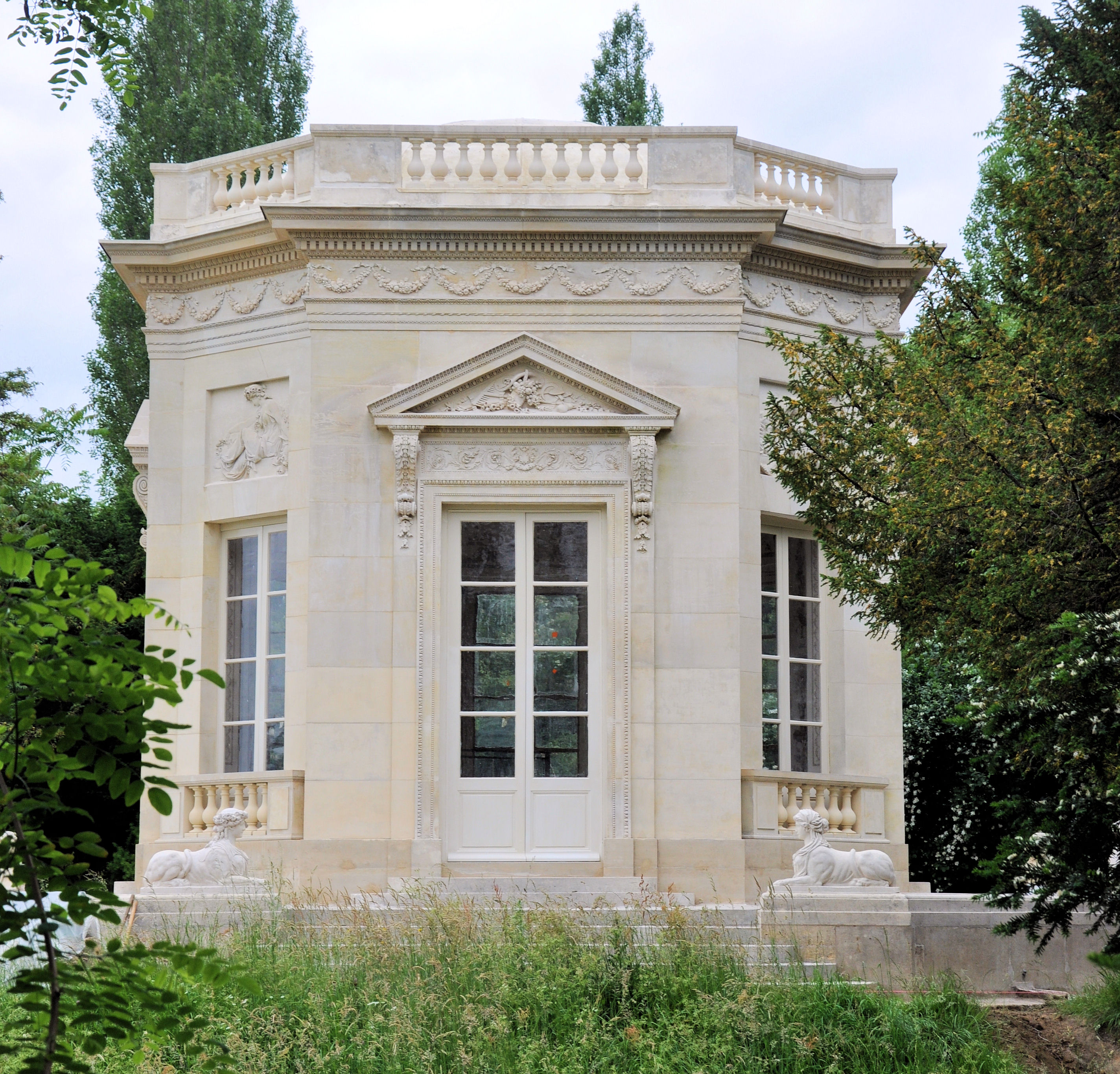
Il Belvedere del Petit Trianon a Versailles, di Richard Mique (1789).
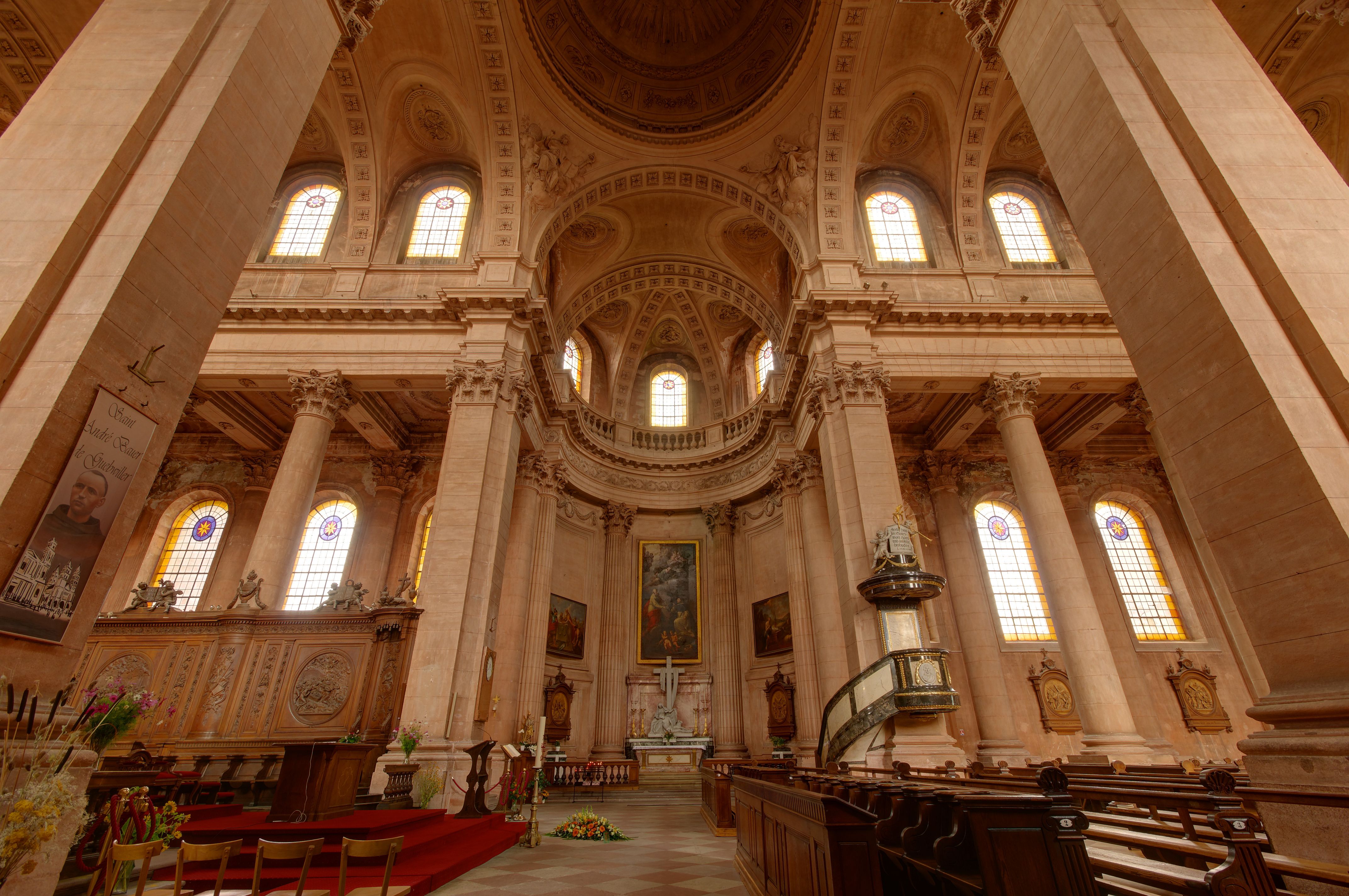
Transetto della chiesa di Notre-Dame a Guebwiller (1762–1785).
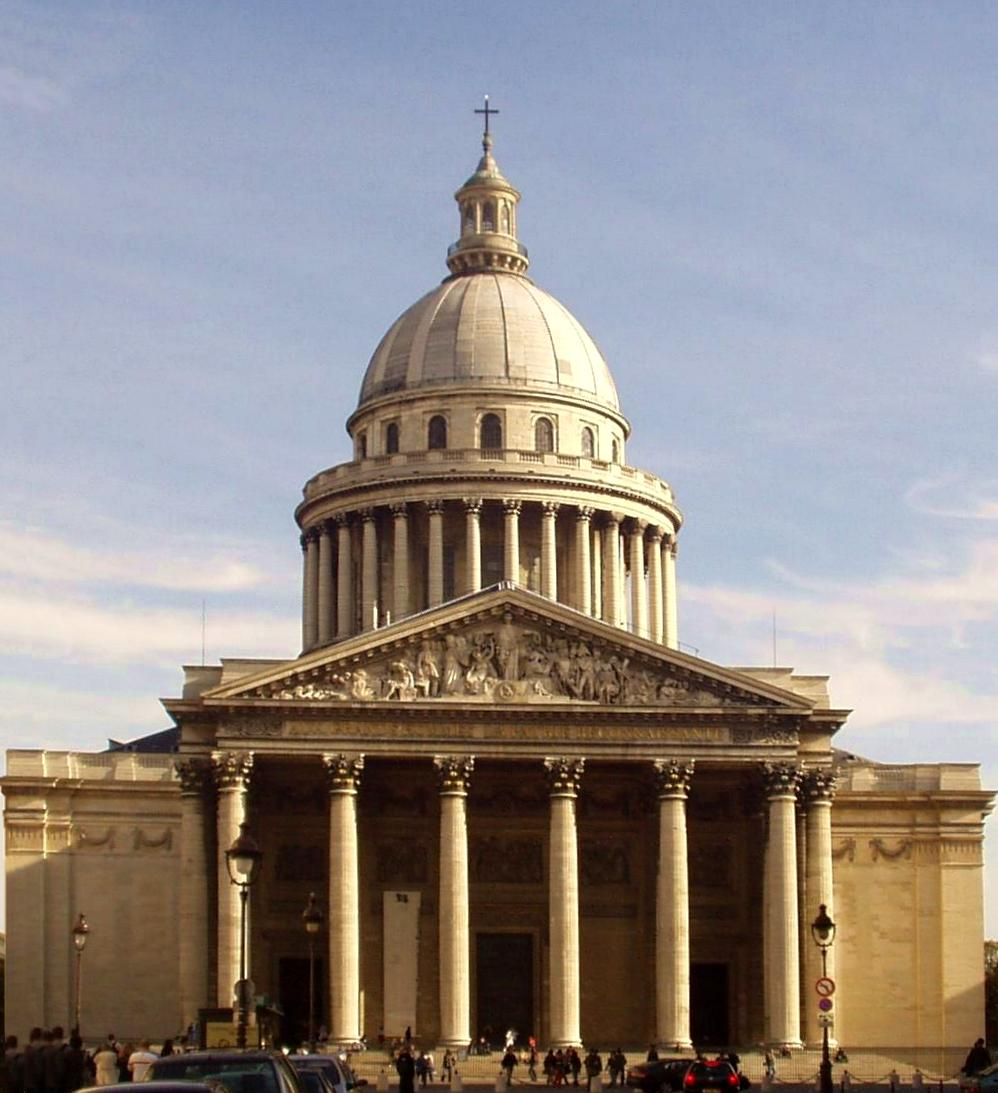
Il Pantheon (1764-1790), di Jacques-Germain Soufflot.
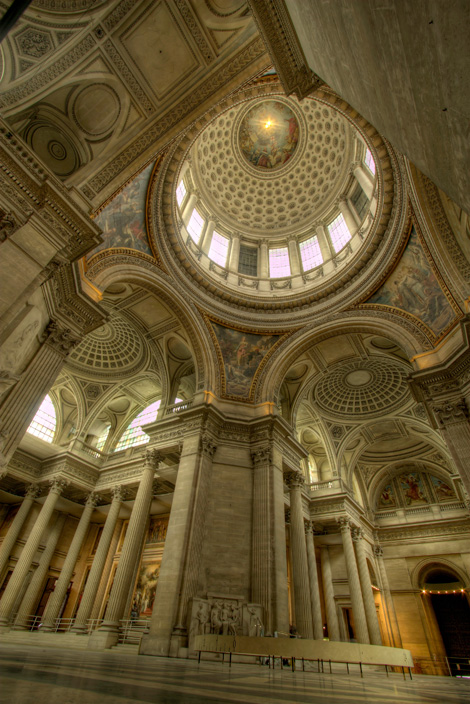
Interno del Pantheon di Parigi.

Durante il regno di Luigi XVI, il necolassico fu lo stile architettonico dominante a Parigi e nelle provincie confinanti. Tra gli esempi più noti si ricordano l'Hôtel de la Monnaie a Parigi (1771–76) di Jacques Denis Antoine e il Palazzo di Giustizia di Parigi del medesimo architetto; oltre al teatro di Besançon (1775) ed al castello di Bénouville nel Calvados, entrambi di Ledoux. L’École de Chirurgie, o Scuola di Chirurgia di Parigi di Jacques Gondoin (1769) adattò il municipio a forme neoclassiche, con una corte d’onore posta tra un padiglione con un colonnato lungo la strada e la struttura principale. Egli aggiunse anche un peristilio e un piano ulteriore sopra le colonne, e trasformando l’entrata al cortile in un arco trionfale.
I nuovi teatri di Parigi e Bordeaux rappresentano anch’essi ottimi esempi di questo stile. L’architetto Victor Louis (1731-1811) completò il teatro di Bordeaux (1780); la maestosa scalinata fu un precursore di quella dell’Opéra Garnier di Parigi. Nel 1791, nel bel mezzo della Rivoluzione Francese, venne completata la sede della Comédie-Française. Il Teatro Odeon di Parigi (1779-1782) venne costruito da Marie-Joseph Peyre (1730-1785) e da Charles de Wailly (1729-1798). Il portico della struttura ha forma di una galleria coperta con colonne avanzate in facciata.
Una delle strutture più conosciute del periodo in stile neoclassico è il castello di Bagatelle (1777), disegnato e costruito da François-Joseph Bélanger per il conte d’Artois, fratello di Luigi XVI. Il piccolo castello venne completato e disegnato in soli sessantatré giorni, per vincere una scommessa con Maria Antonietta che aveva invitato il fratello del re a costruire un castello in meno di tre mesi. Maria Antonietta si fece realizzare del resto un belvedere molto simile creato dall'architetto Richard Mique, che pure si dilettò nel disegno dei rustici del giardino. Questo venne completato nel 1789, l'anno della Rivoluzione francese.
Un altro esempio di architettura neoclassica a Parigi è l'Hôtel de Salm (oggi Palais de la Légion d'honneur), costruito da Pierre Rousseau nel 1751-83. La facciata si distingue per la sua semplicità e purezza, nonché per l'armonia e la bilanciatura. Il colonnato di stile corinzio è sormontato da statue all'apice. La facciata è animata da busti di imperatori romani all'interno di nicchie e sculture sopra le finestre.

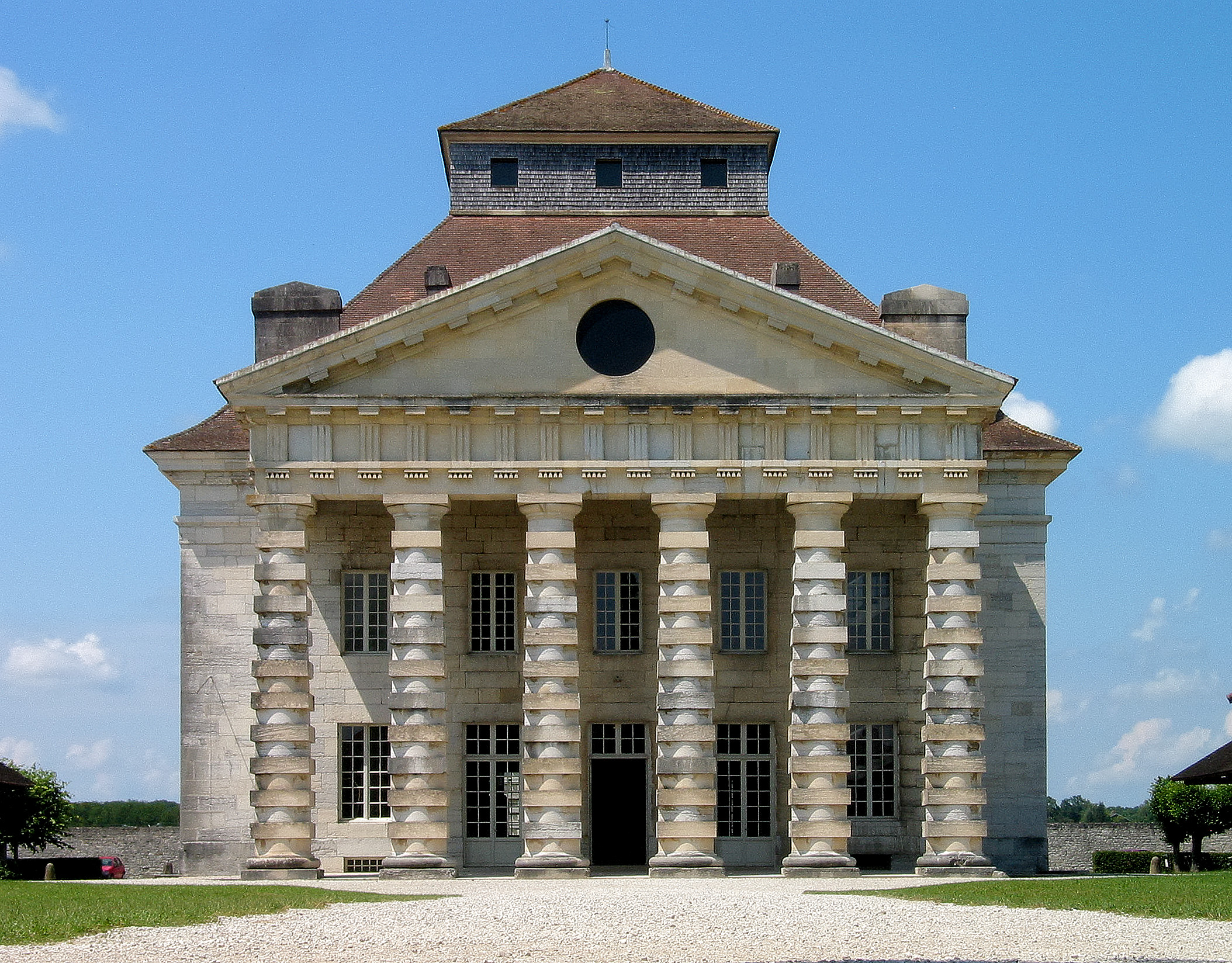
La casa del direttore delle Saline Reali ad Arc-et-Senans, di Claude-Nicolas Ledoux (1775–79).
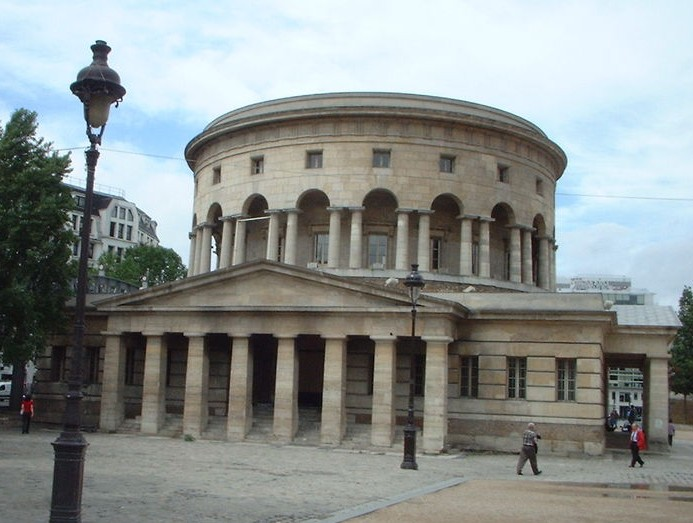
La Rotonde de la Villette di Claude-Nicolas Ledoux (1785–89).
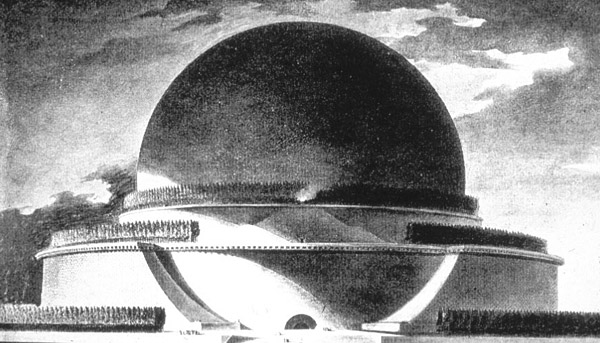
Progetto per un monumento a Isaac Newton di Étienne-Louis Boullée (1784).
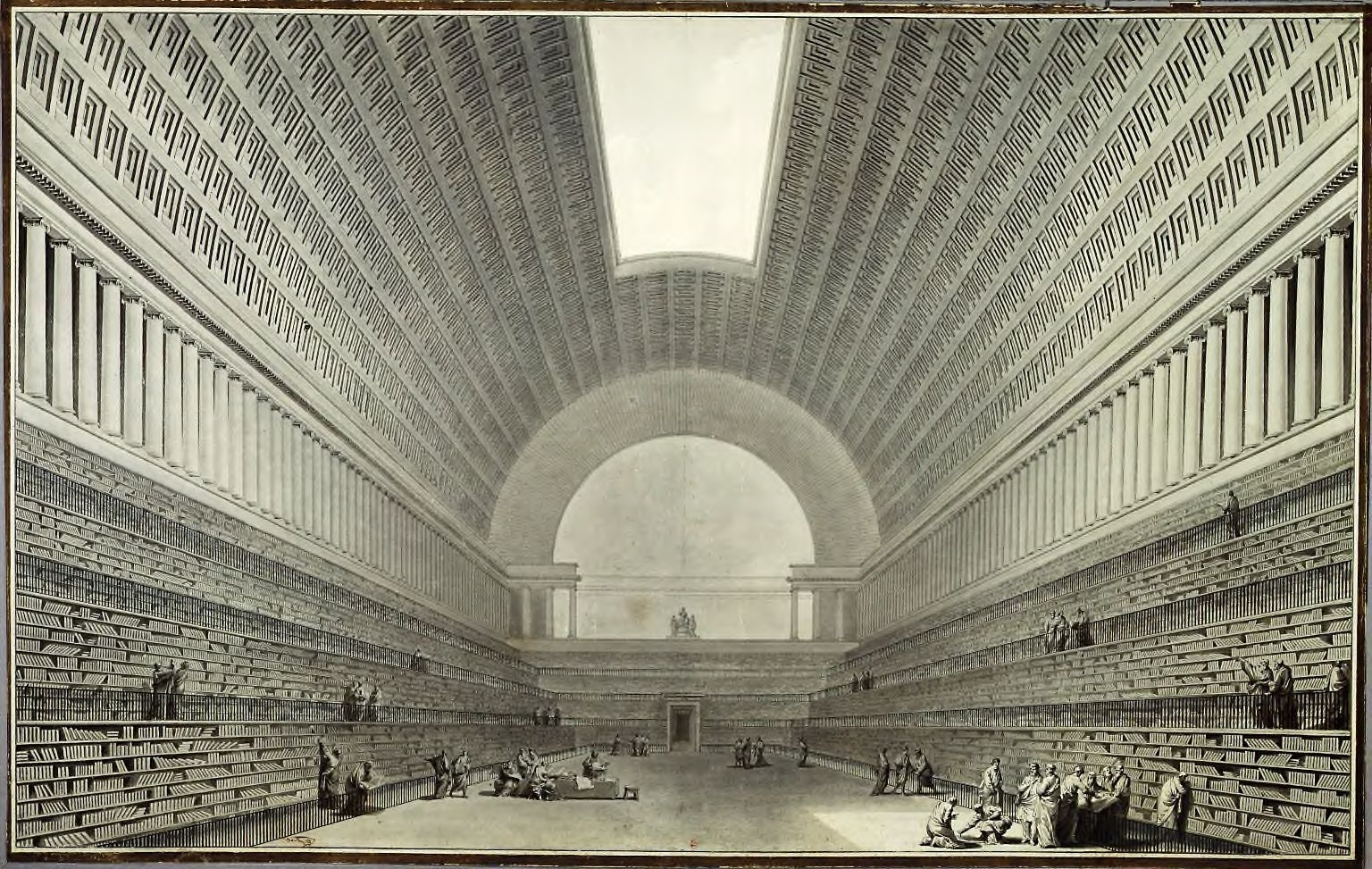
Progetto per la biblioteca reale di Étienne-Louis Boullée (1785).

Alcuni architetti adottarono il neoclassico per fini pratici. Claude-Nicolas Ledoux disegnò le Saline Reali addirittura con un "tempio" centrale di forma circolare dove si trovava l'ufficio e la residenza del direttore del complesso.
L'architetto neoclassico più visionario di Francia fu indubbiamente Étienne-Louis Boullée. I suoi disegni per un immenso monumento sferico a Isaac Newton (1784) e il progetto per la grandiosa biblioteca reale di Parigi con una grandiosa volta a botte (1785) non vennero mai presi seriamente in considerazione, ma anticiparono straordinariamente l'architettura del XX secolo.

### La Rivoluzione, il Direttorio e l'Impero
Durante la Rivoluzione Francese la costruzione di Parigi come era stata immaginata, si interruppe. Con la partenza degli aristocratici e la chiusura ed il saccheggio delle chiese, l'arte subì uno dei più tragici blocchi nella storia dell'Europa. Uno dei pochi progetti che venne portato avanti fu la costruzione di una grande sala tra il 1795 ed il 1797 nel Palais Bourbon perché essa avrebbe dovuto ospitare l'Assemblea Nazionale di Francia. L'École des Beaux-Arts venne riorganizzata e ricostituita con il dipartimento di architettura sotto la direzione di Quatremère de Quincy (1755-1849). De Quincy era un archeologo dilettante e uno studioso dei classici, oltre ad essere un architetto. Questi era stato condannato a morte nel 1793, ma venne risparmiato dalla caduta in disgrazia di Robespierre. Venne quindi incaricato di riconvertire la chiesa di Saint-Genevieve nel moderno Panthéon, ed assicurare la prosecuzione degli studi sull'architettura classica.

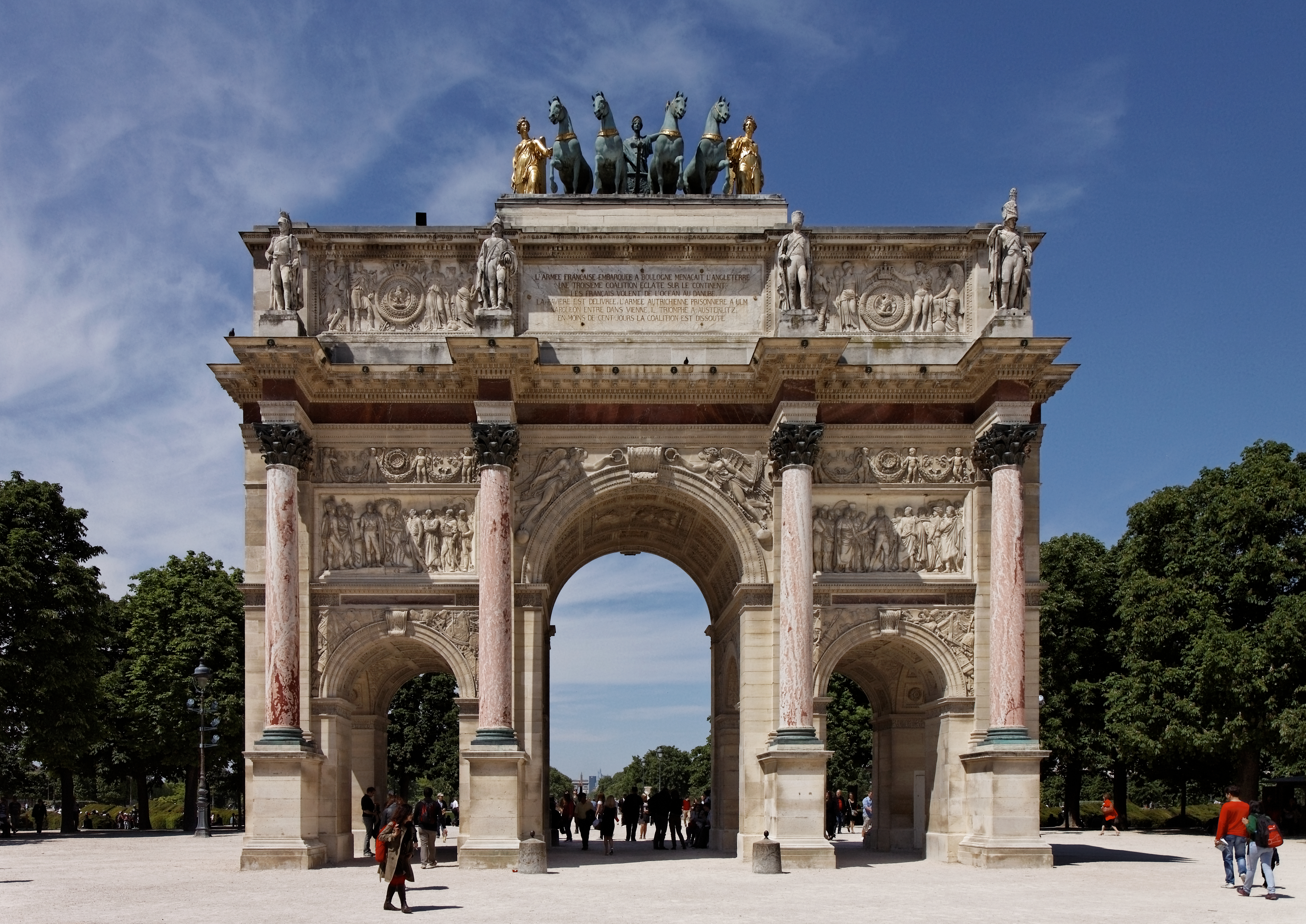
L'Arco di Trionfo del Carrousel, di Pierre-François-Léonard Fontaine (1806–08).
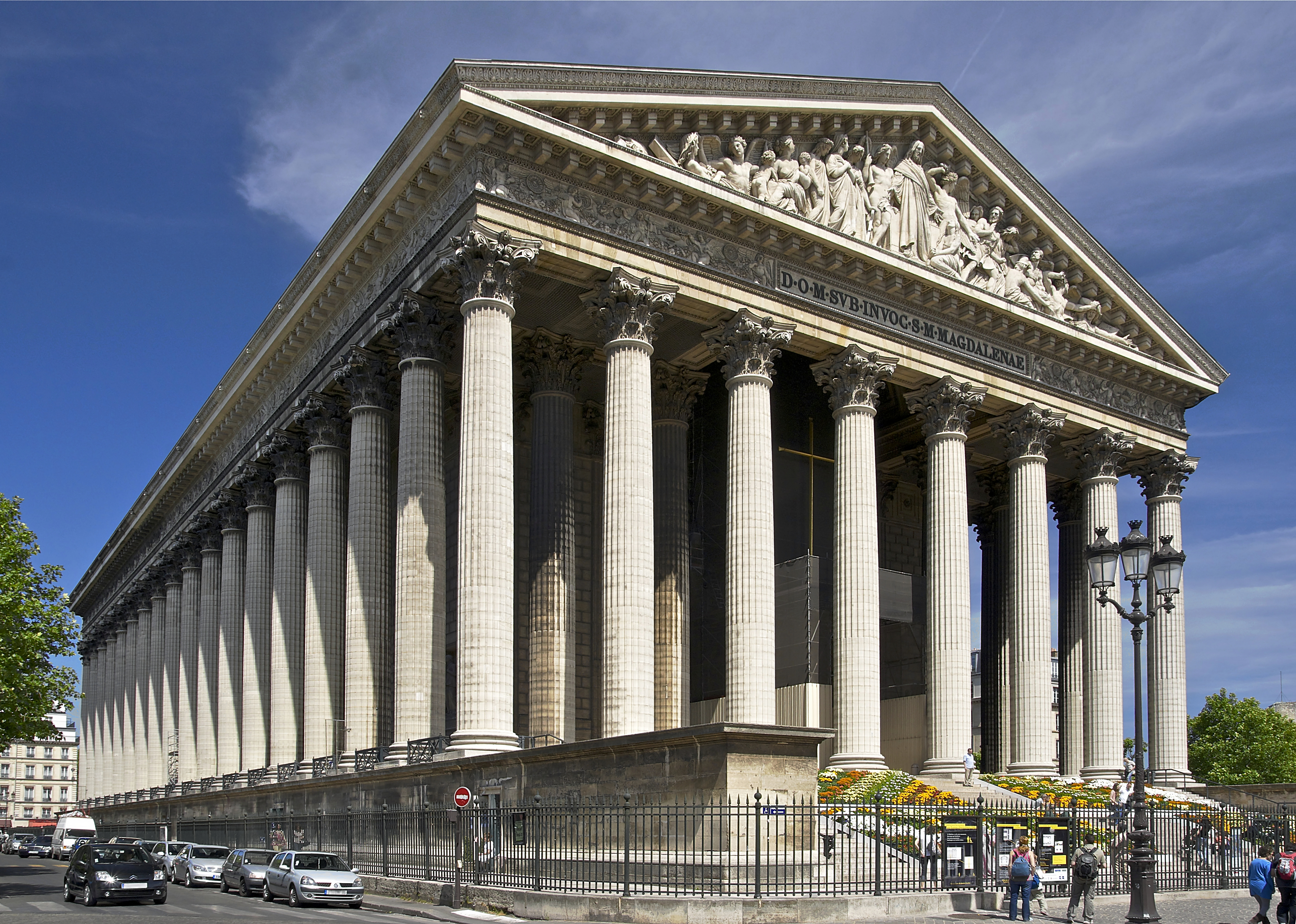
Chiesa della Madeleine, facciata di Pierre-Alexandre Vignon (1807–43).
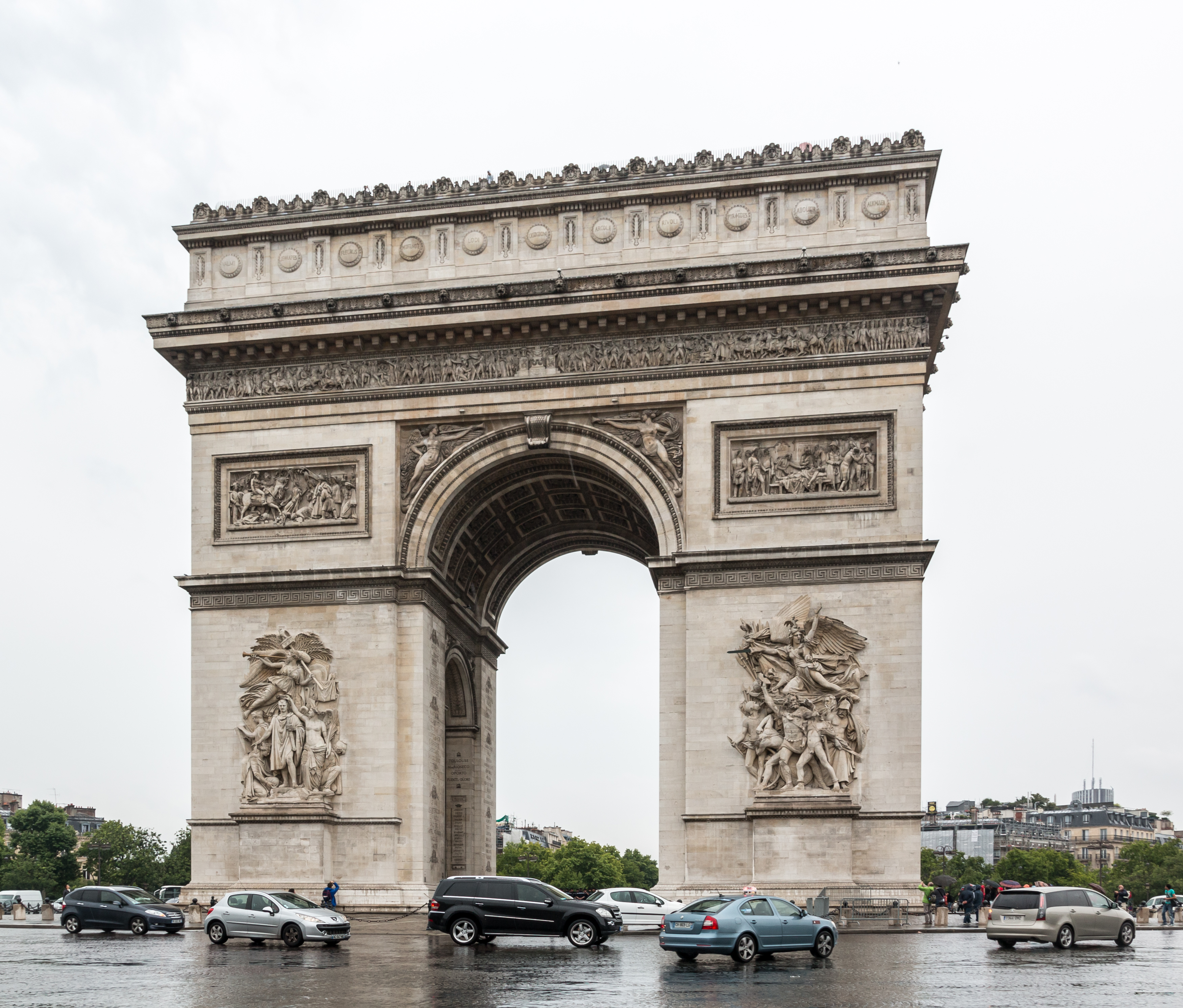
Arco di Trionfo, di Jean Chalgrin (1808-1838).
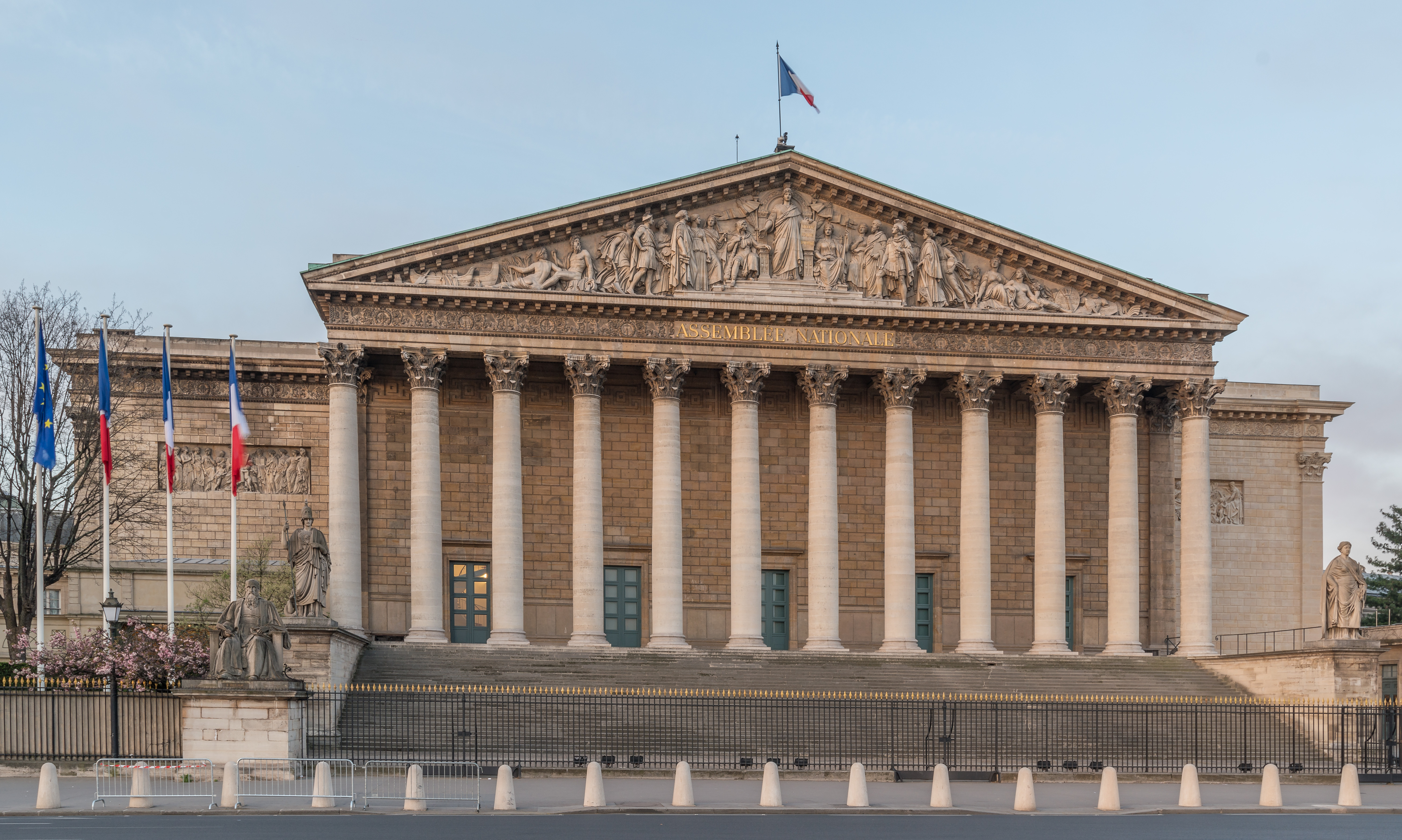
Facciata del Palais Bourbon, aggiunta da Napoleone nel 1808.

Dopo l'ascesa al potere di Napoleone Bonaparte, tra gli architetti più importanti vi furono Charles Percier (1764-1838) e Pierre-François-Léonard Fontaine (1762-1853). I loro grandiosi progetti per Napoleone inclusero la realizzazione di Rue de Rivoli, con facciate neoclassiche uniformi modellate sullo stile degli edifici costruiti per Luigi XIV e Luigi XV. Disegnarono inoltre l'interno del Castello della Malmaison, la residenza di Napoleone, secondo i dettami del neoclassicismo. Nel 1803 Fontaine disegnò un altro monumento simbolo dell'epoca napoleonica in Francia, l'arco del Carrousel (1806-1808) nel cortile del Louvre.
Altri progetti napoleonici inclusero la realizzazione del grande scalone del Palazzo del Lussemburgo (1801) ad opera di Jean Chalgrin (1801), e l'Arco di Trionfo (iniziato da Chalgrin nel 1808, ma terminato solo nel 1836). Pierre-Alexandre Vignon (1763–1828), studente di Ledoux, venne incaricato di dare nuova forma alla Chiesa della Madeleine, iniziata nel 1761 ma abbandonata durante la Rivoluzione, per farne un "Tempio della Gloria" dedicato all'esercito di Napoleone. Questo progetto venne abbandonato nel 1813 dopo una serie di sconfitte subite dai napoleonici; divenne nuovamente una chiesa, ma non venne completato sino al 1843. Napoleone aggiunse inoltre una nuova facciata neoclassica con dodici colonne corinize al Palais Bourbon, in stile completamente diverso rispetto al resto del palazzo, ma in linea col nuovo progetto della chiesa della Madeleine dall'altra parte di Place de la Concorde.

### La Restaurazione e l'arrivo del romanticismo
Dopo la sconfitta finale di Napoleone nel 1815, lo stile neoclassico continuò ad essere utilizzato dalla Restaurazione, in particolare per la realizzazione delle chiese di Parigi. Tra gli esempi più noti si ricordano quella di Notre-Dame-de-Lorette (1823–26) di Louis-Hippolyte Lebas e di Saint-Vincent-de-Paul di Jacques-Ignace Hittorff (1824–44). dagli anni '30 dell'Ottocento, lo stile architettonico francese venne interessato da nuove correnti: il neobarocco ed il Beaux-Arts.
Il cambio di stile iniziò a manifestarsi all'inizio del XIX secolo, in particolare dopo la pubblicazione nel 1802 dell'opera Le Génie du christianisme di una delle figure chiave del romanticismo francese, François-René de Chateaubriand (1768-1848). Questi chiedeva a gran voce un ritorno allo stile gotico come in uso nelle grandi cattedrali del passato, considerandolo l'ultimo vero grande stile di origine francese. Questo movimento venne accelerato dalla pubblicazione del racconto Notre-Dame de Paris di Victor Hugo nel 1821, e quindi dal programma di restaurazione dei monumenti gotici francesi promosso da Prosper Mérimée e condotto da Eugène Viollet-le-Duc (1814-1879). Questo, assieme alla rivoluzione di luglio del 1830, portò alla chiusura dell'epoca del neoclassicismo francese.

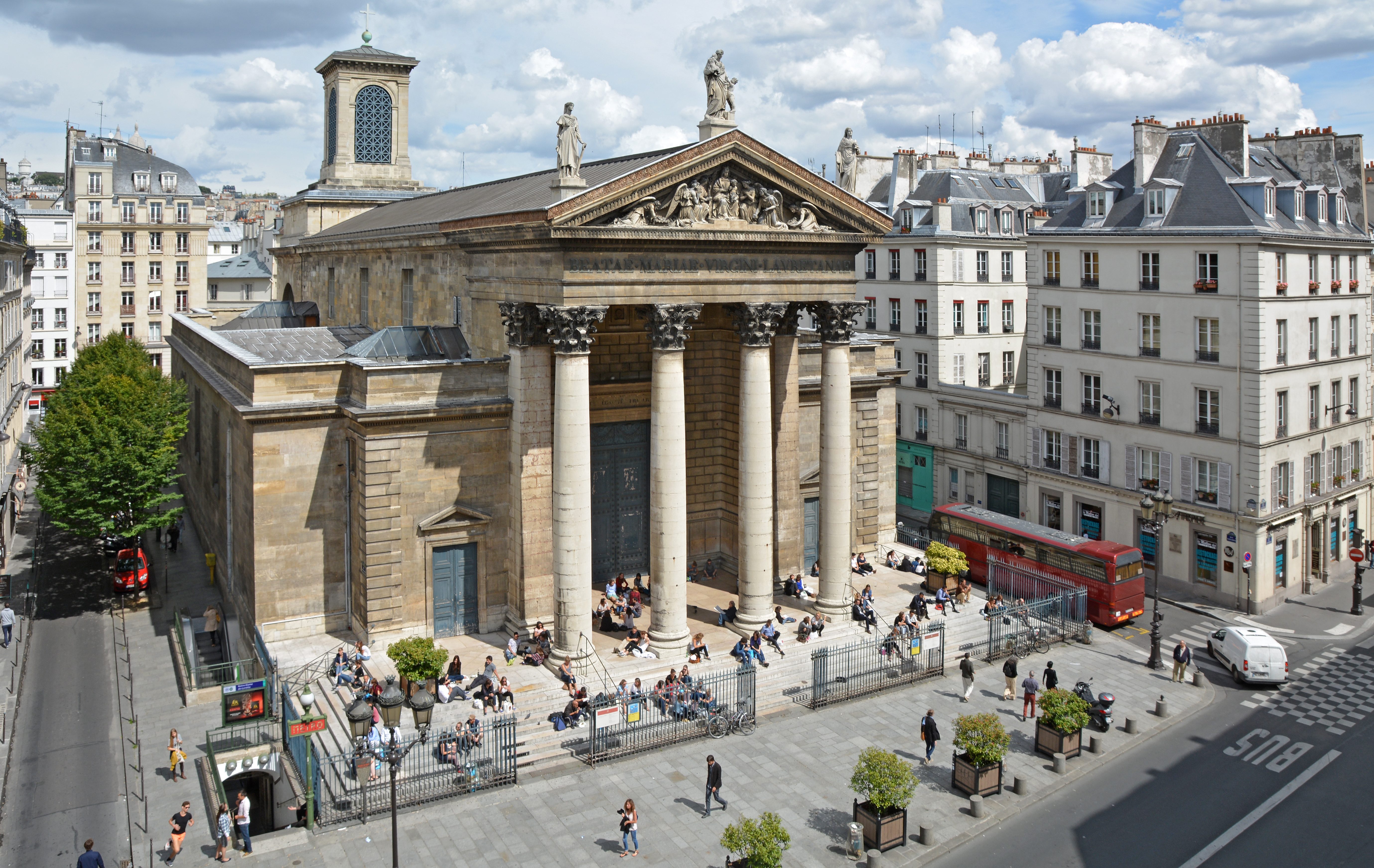
Chiesa di Notre-Dame-de-Lorette (1823–26) di Louis-Hippolyte Lebas.
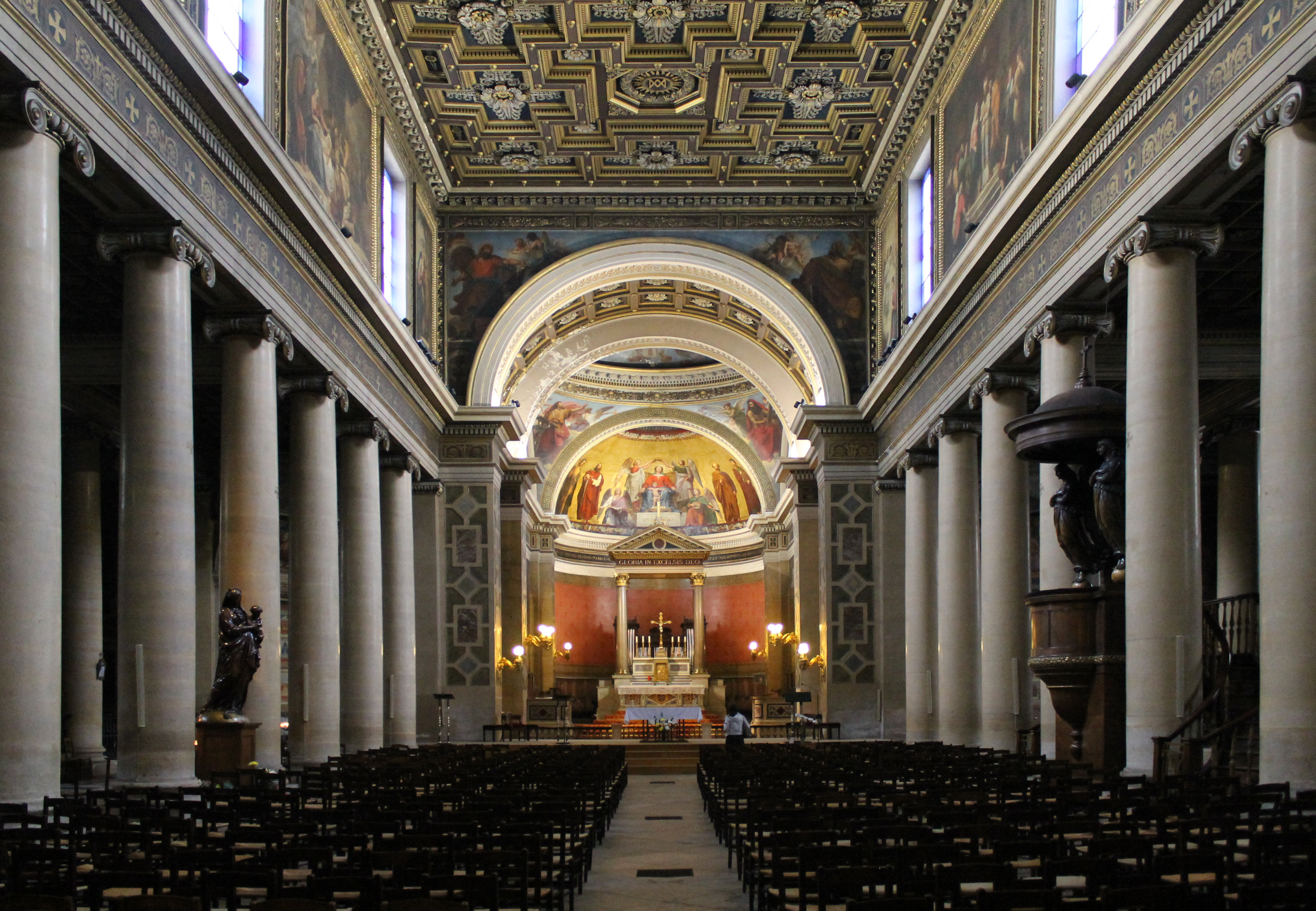
Interno della chiesa di Notre-Dame-de-Lorette.
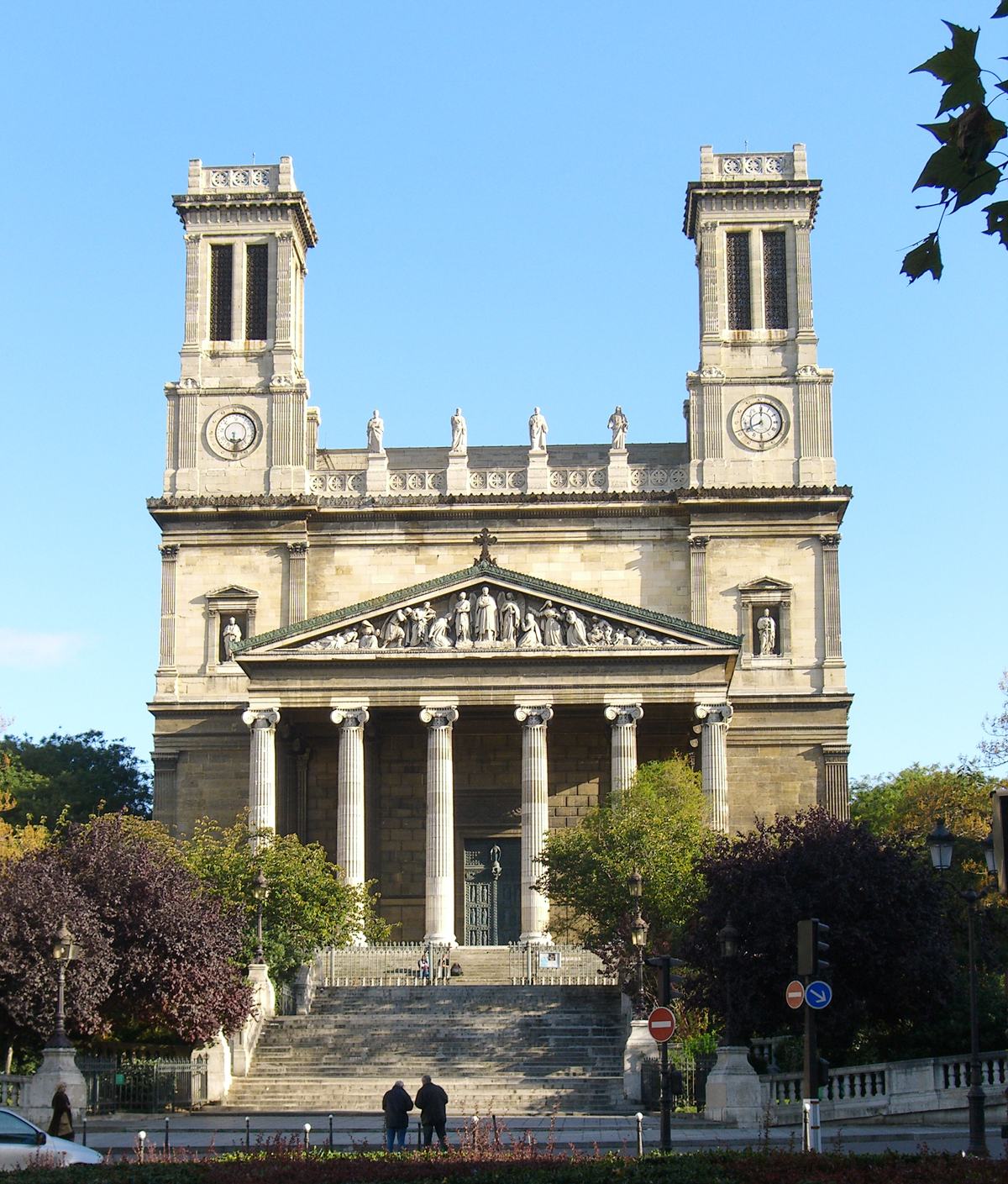
Chiesa di San Vincenzo de' Paoli di Jacques-Ignace Hittorff (1824–44).

## La pittura
La figura dominante del panorama pittorico neoclassico francese, già prima della Rivoluzione, fu senza dubbio Jacques Louis David (1748-1825). Questi iniziò come pittore di soggetti classici e religiosi. Ammiratore di Jean-Baptiste Greuze e della pittura di genere, venne raccomandato alla Accademia di Belle arti da un amico di famiglia, François Boucher, uno dei maestri del rococò francese. Vinse il prestigioso Prix de Rome e si portò a studiare in Italia dal 1775. Qui scoprì il fascino dei reperti scavati da Pompei e da altri siti archeologici antichi e decise che era ora di rivolgere anche il proprio sguardo di artista a questo nuovo stile. All'inizio degli anni '80 del Settecento dipinse prevalentemente opere tratte dal repertorio della letteratura classica, come ad esempio il Giuramento degli Orazi (1781), una celebrazione del dovere e del sacrificio all'epoca dei romani antichi. Quando nel 1789 scoppiò la Rivoluzione francese, David divenne un attivo partecipante dell'ala estremista, quella dei giacobini, supportando la chiusura dell'Accademia di Belle Arti e disegnando dei set per concorsi e cerimonie rivoluzionarie. Uno dei dipinti più noti del periodo usciti dal suo pennello fu La morte di Marat (1793), dove decise in maniera dissacrante di adottare l'espressione facciale ed il particolare del braccio disteso dal Cristo della Pietà di Michelangelo per rappresentare il leader rivoluzionario Jean Paul Marat, da poco assassinato. Con la caduta dei giacobini nel 1794, venne imprigionato per ben due volte ma riprese in seguito per diversi mesi la sua attività di pittore, acquisendo la qualifica di pittore di corte con Napoleone. Quando pure il Bonaparte cadde e la monarchia venne restaurata, si portò in esilio in Belgio.

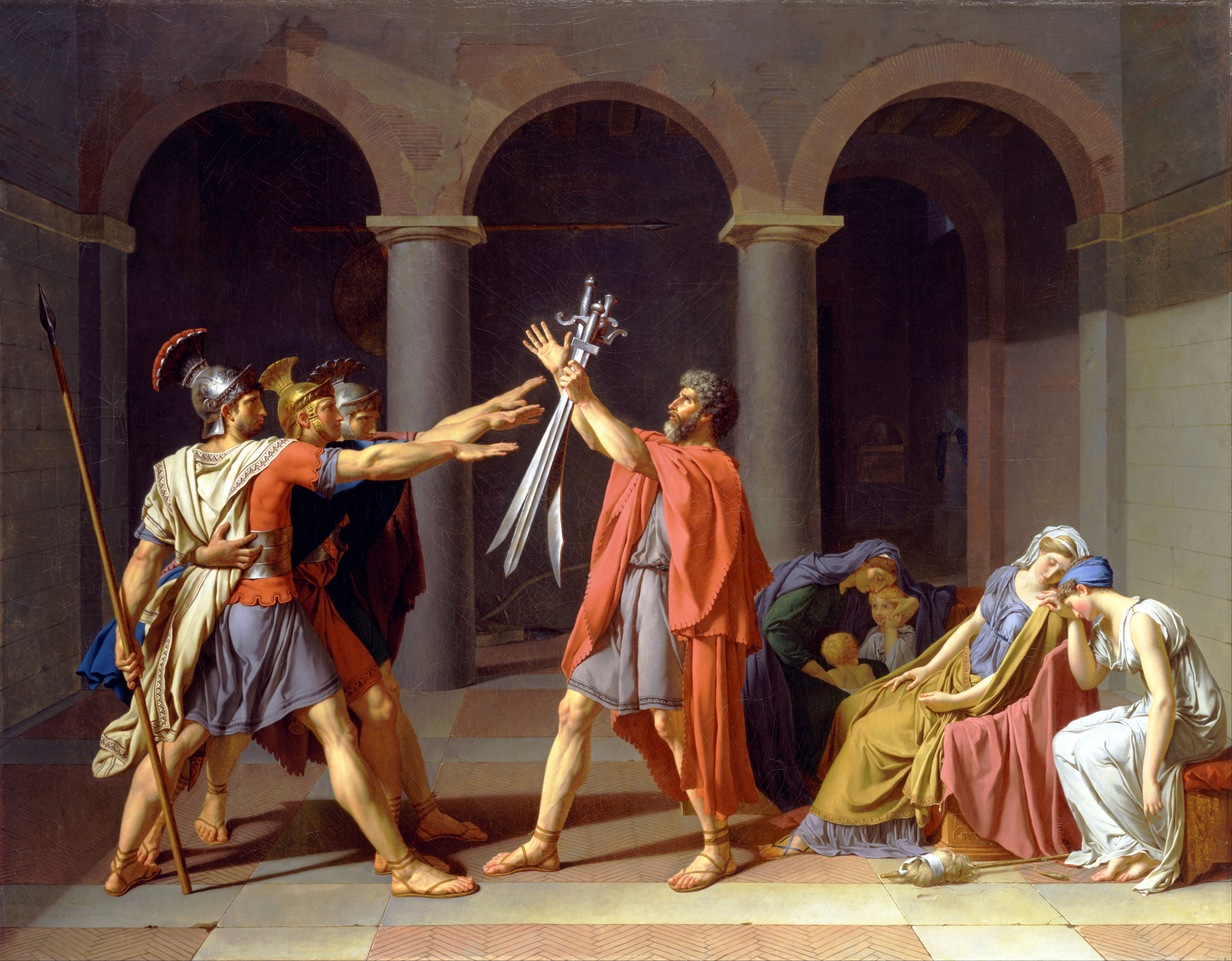
Giuramento degli Orazi di Jacques-Louis David (1781).
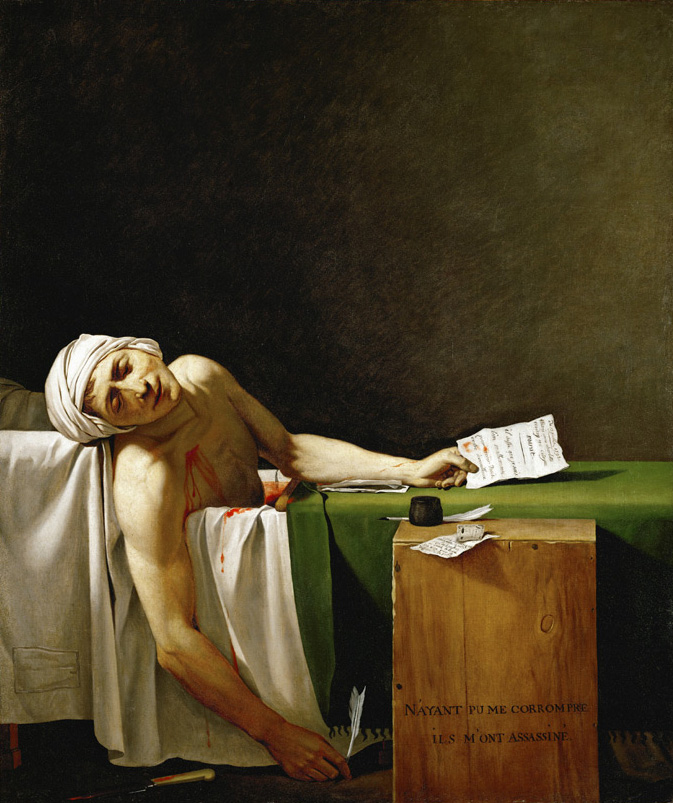
La morte di Marat di Jacques-Louis David (1793).
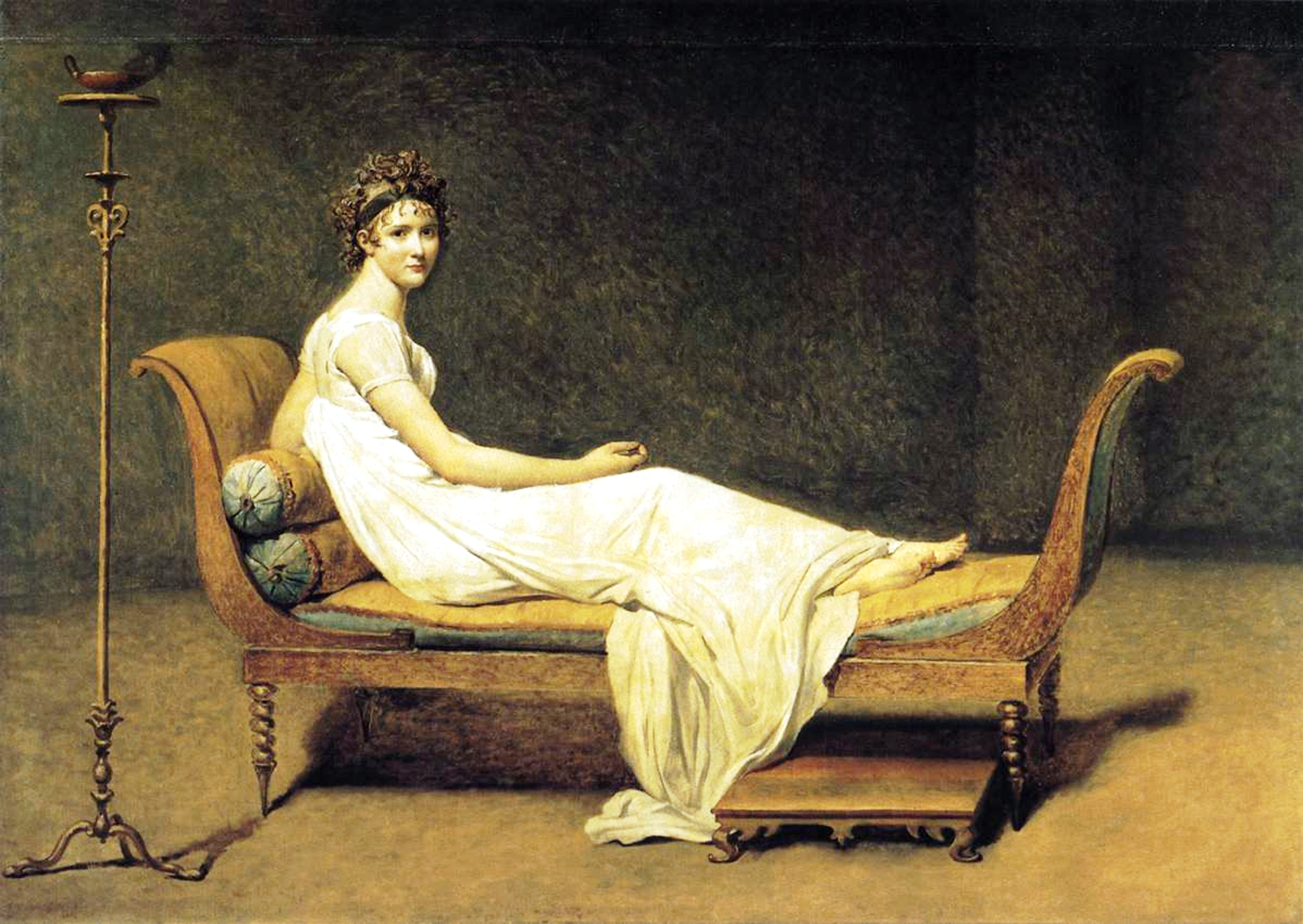
Madame Récamier di Jacques-Louis David (1800).

La pittura francese venne dominata per anni da David e dai suoi allievi, tra cui spiccavano Antoine-Jean Gros (1771-1835) e Jean-Auguste-Dominique Ingres (1780-1867). Quest'ultimo fu l'ultimo dei pittori definibili come pienamente neoclassici a concentrarsi su figure idealizzate e sull'idea di bellezza; altri pittori noti dell'epoca furono François Gérard, che come David realizzò un famoso ritratto di Madame Récamier; Jean-Baptiste Regnault (1754-1829); Pierre-Paul Prud'hon (1758-1823); Élisabeth Vigée Le Brun (1755-1842) e Anne-Louis Girodet-Trioson (1767-1824).

Ritratto di Emma, lady Hamilton nelle vesti di baccante di Élisabeth Vigée Le Brun (1790).
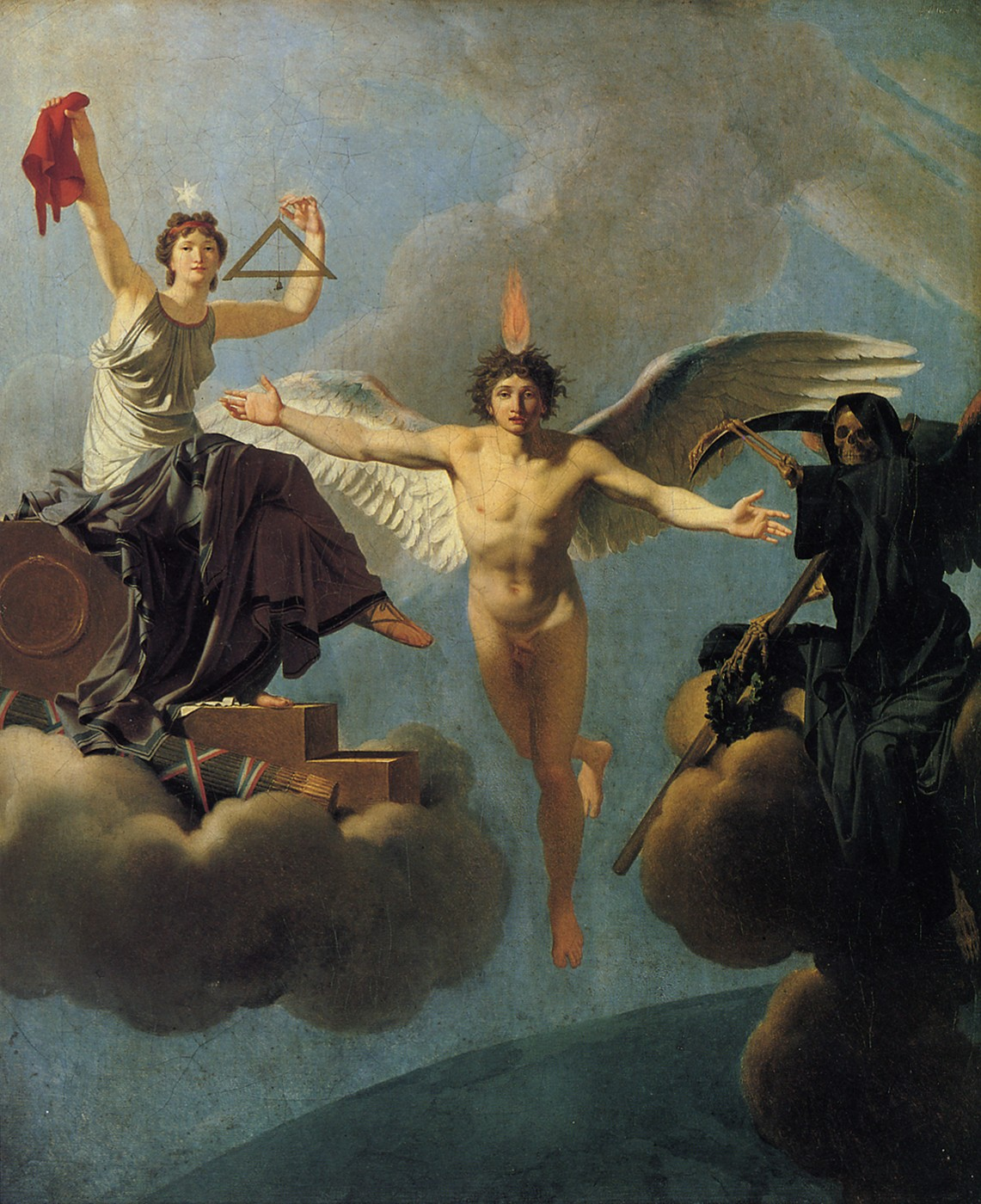
Libertà o morte di Jean-Baptiste Regnault (1795).
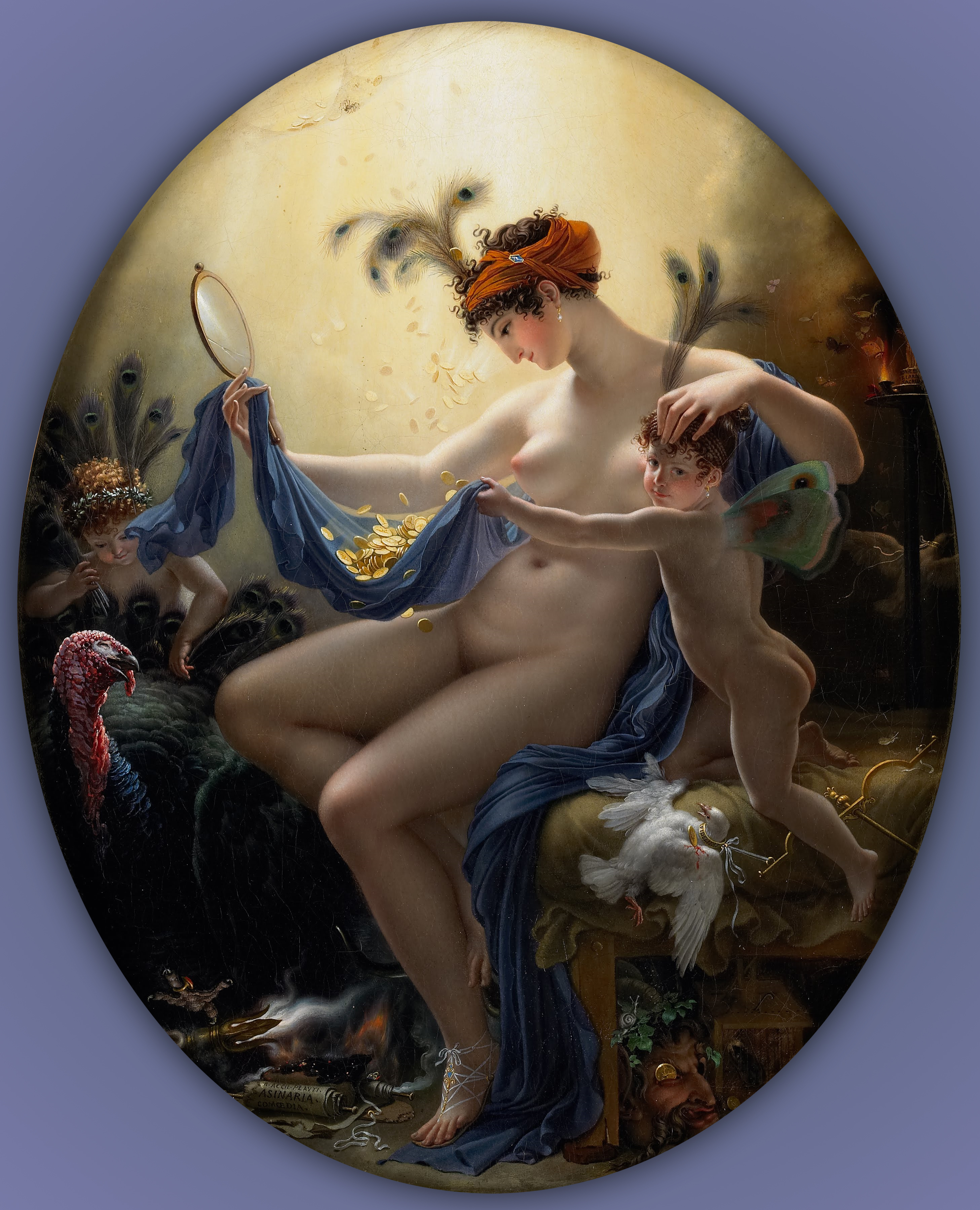
Mademoiselle Lange nelle vesti di Danae di Anne Louis Girodet-Trioson (1799).
Ritratto di Christine Boyer di Antoine-Jean Gros (1800).
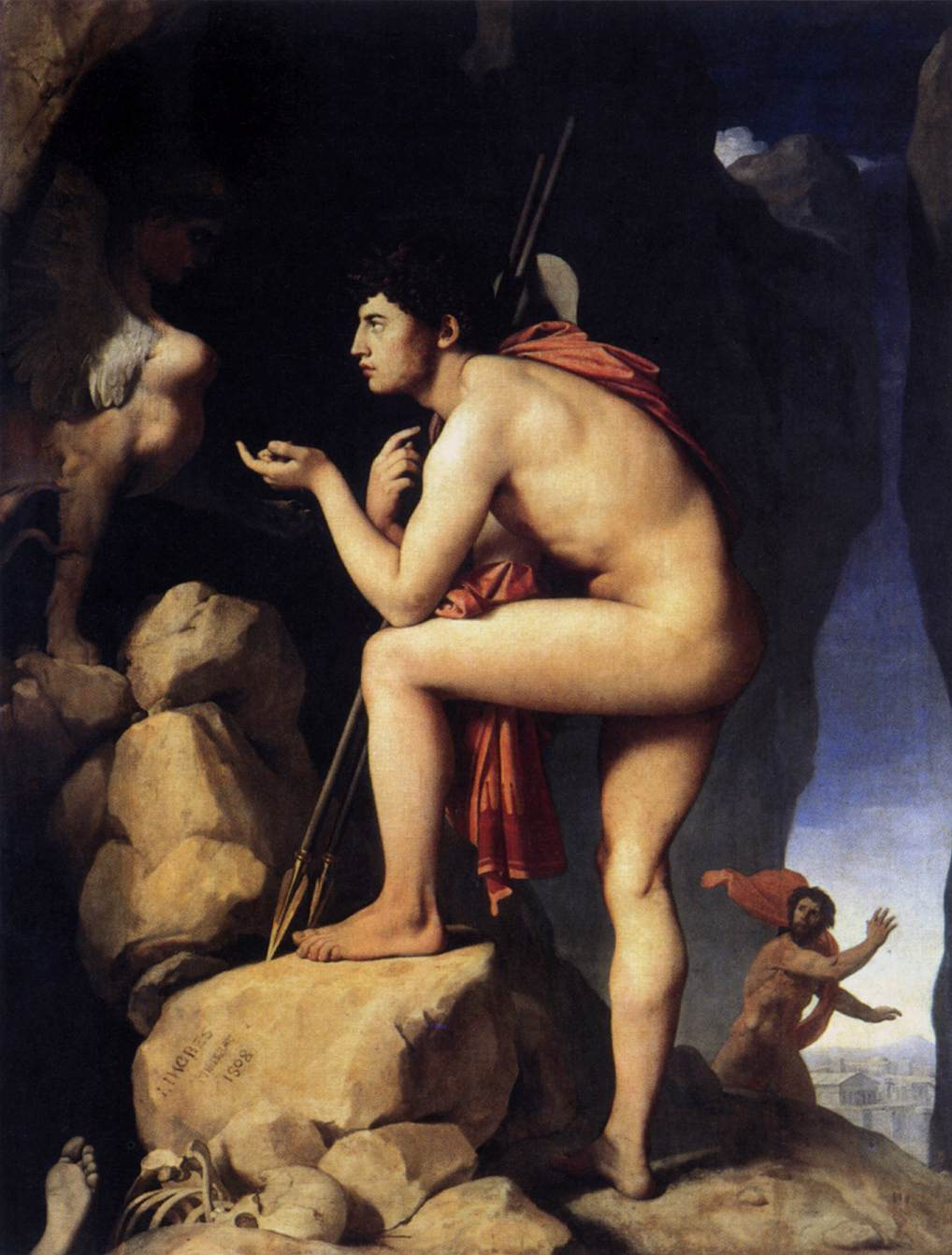
Edipo e la Sfinge di Jean-Auguste-Dominique Ingres (1800).
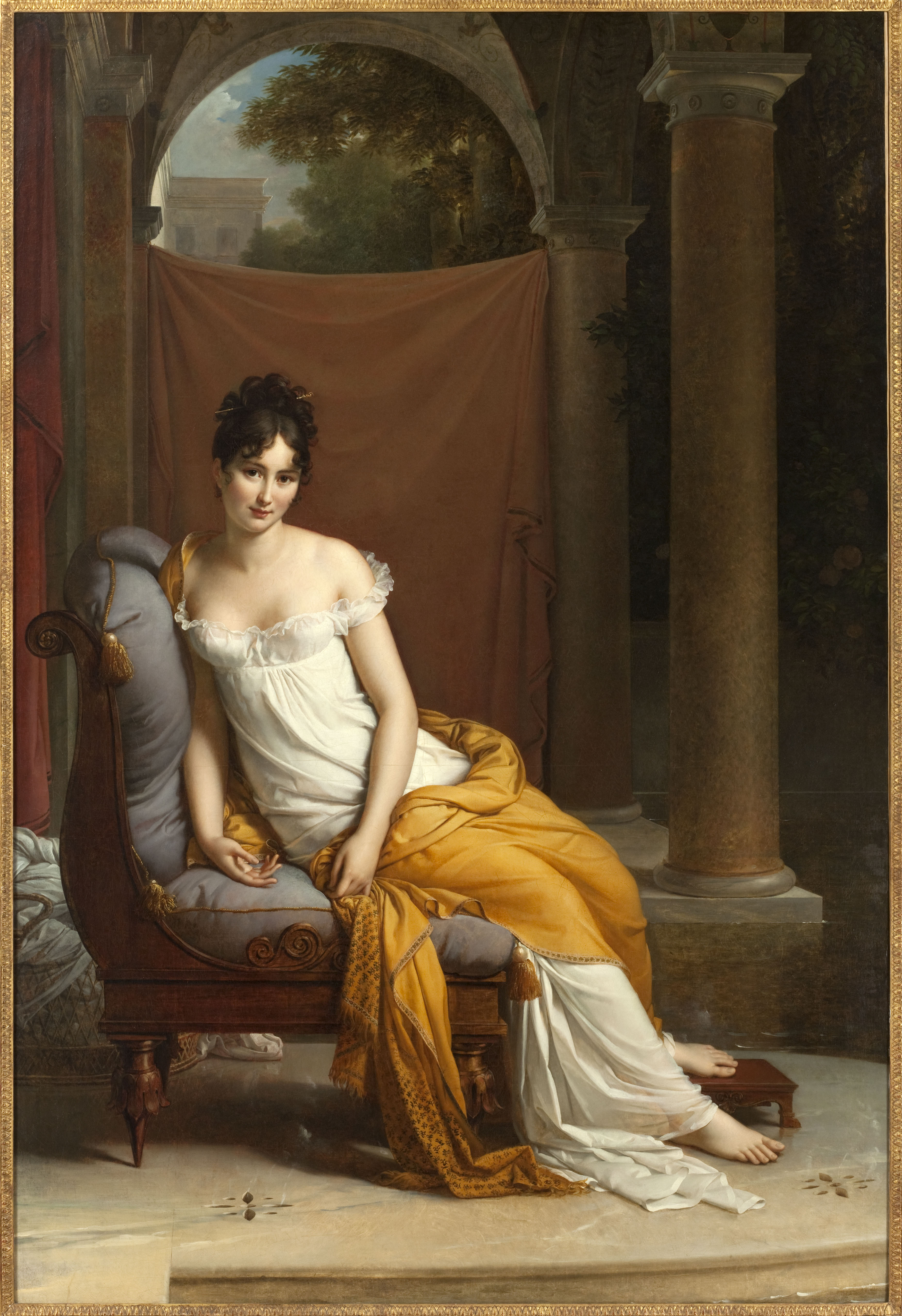
Ritratto di Madame Récamier di François Gérard (1805).
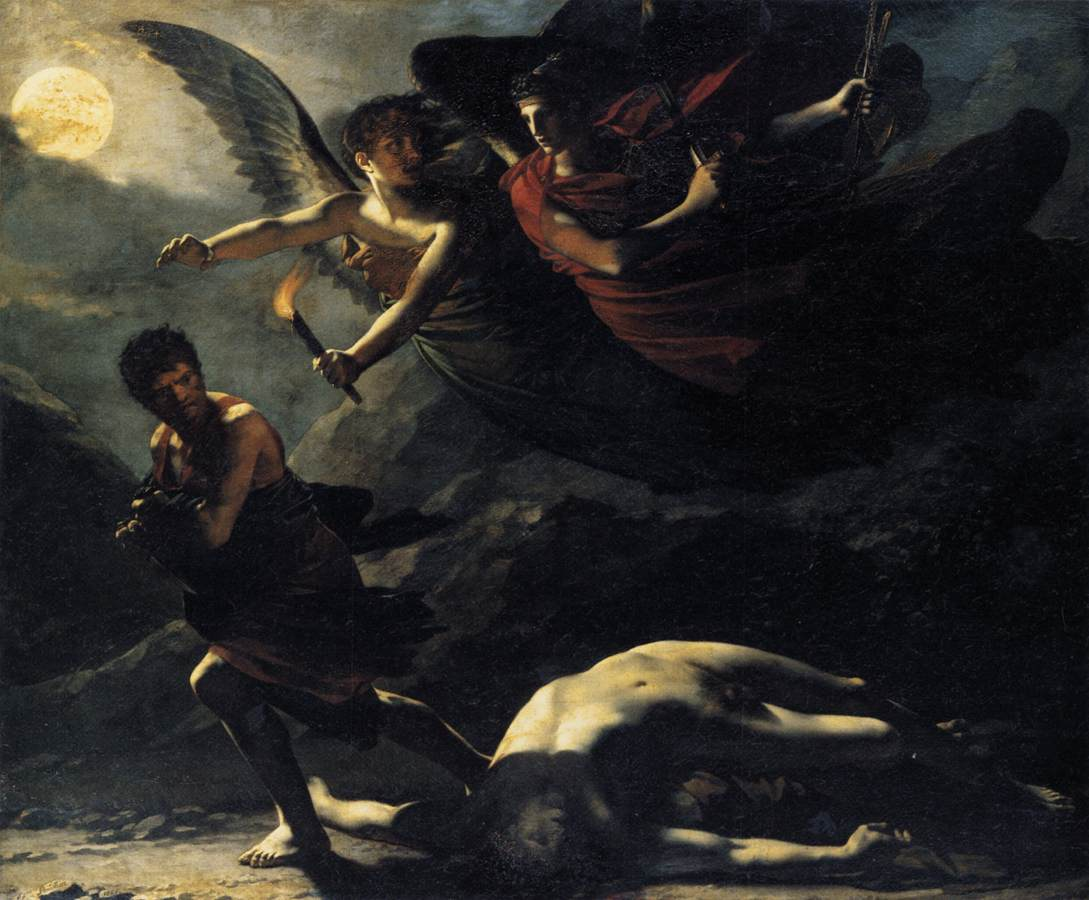
La Giustizia e la Vendetta Divina puniscono il crimine di Pierre-Paul Prud'hon (1808).

## Sculture
Il più famoso scultore neoclassico del periodo fu Étienne Maurice Falconet (1716-1791), tra le cui opere si ricorda la statua eroica di Pietro il Grande a cavallo presente a San Pietroburgo, in Russia (modello realizzato nel 1770 ma fusa solo nel 1782). Questi venne nominato professore all'Accademia di Belle Arti di Parigi nel 1766, e dal 1757 in poi diresse i modelli di piccole sculture in porcellana per la manifattura nazionale di Sèvres. I suoi lavori rimasero legati agli stilemi del barocco francese, ma con uno stile meno concitato. Negli ultimi suoi anni realizzò sculture ornamentali come Ragazza seduta (1788), oggi al Metropolitan Museum.
Il primo artista puramente neoclassico fu Jean-Antoine Houdon (1741-1828). Questi studiò all'Accademia di Francia a Roma dove compì dettagliati studi di anatomia sulle statue greche e romane ivi presenti. Divenne famoso per i suoi busti e sculture ritratte dal vivo, in particolare per la statua di Voltaire seduto (1779–81), oggi alla sede della Comédie-Française, ed il suo busto di Benjamin Franklin e di altre figure politiche del suo tempo. Creò inoltre diverse opere allegoriche per illustrare l'inverno e l'estate di tradizione più classica, come ad esempio la frileuse ("donna in inverno") oggi al Musée Fabre di Montpellier.
Lo scultore Claude Michel (1738-1814), noto anche col nome di Clodion, studiò anch'egli all'Accademia di Roma tra il 1762 ed il 1771, e nel suo stile lavorò prevalentemente in terracotta come ad esempio per la scultura monumentale atta a celebrare il primo volo in mongolfiera su Parigi (1784).
Augustin Pajou (1730-1809) che studiò, come Houdon e Clodion, all'Accademia di Francia a Roma (dal 1752 al 1756), tornò a Parigi per insegnare all'Accademia di Belle Arti e divenne rettore del medesimo istituto nel 1792. Le sue statue, altamente espressive, trovano un rappresentante modello in Amore e Psiche.

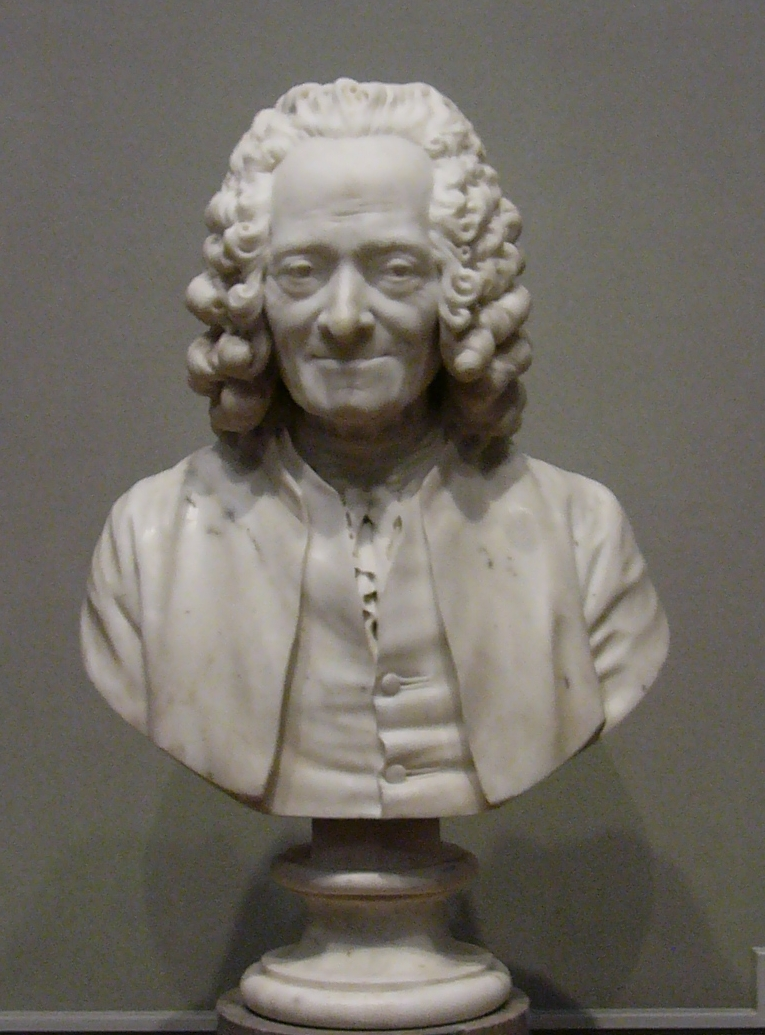
Busto di Voltaire di Jean-Antoine Houdon (1778), National Gallery.
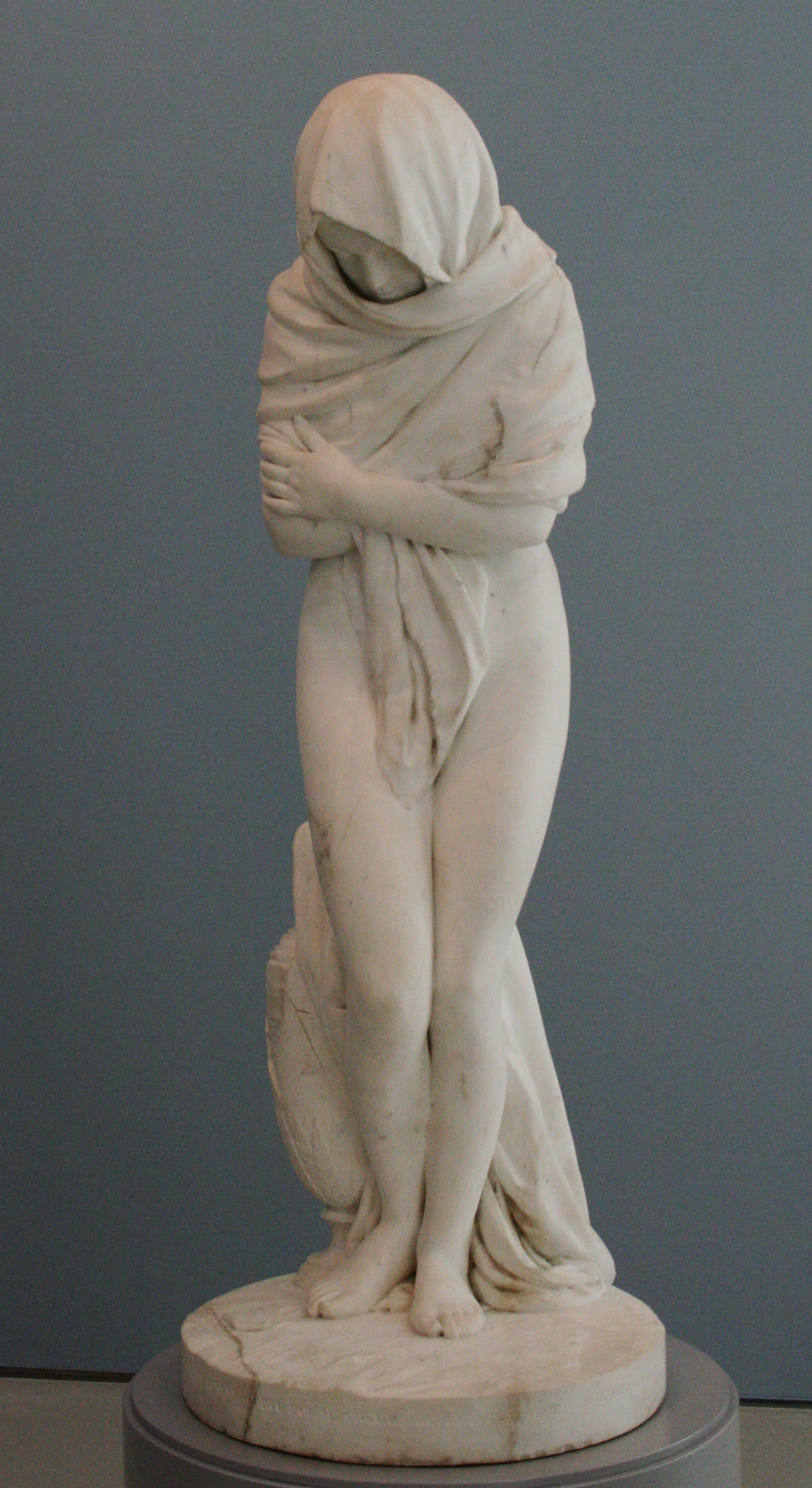
La frileuse (donna in inverno), Jean-Antoine Houdon (1783).
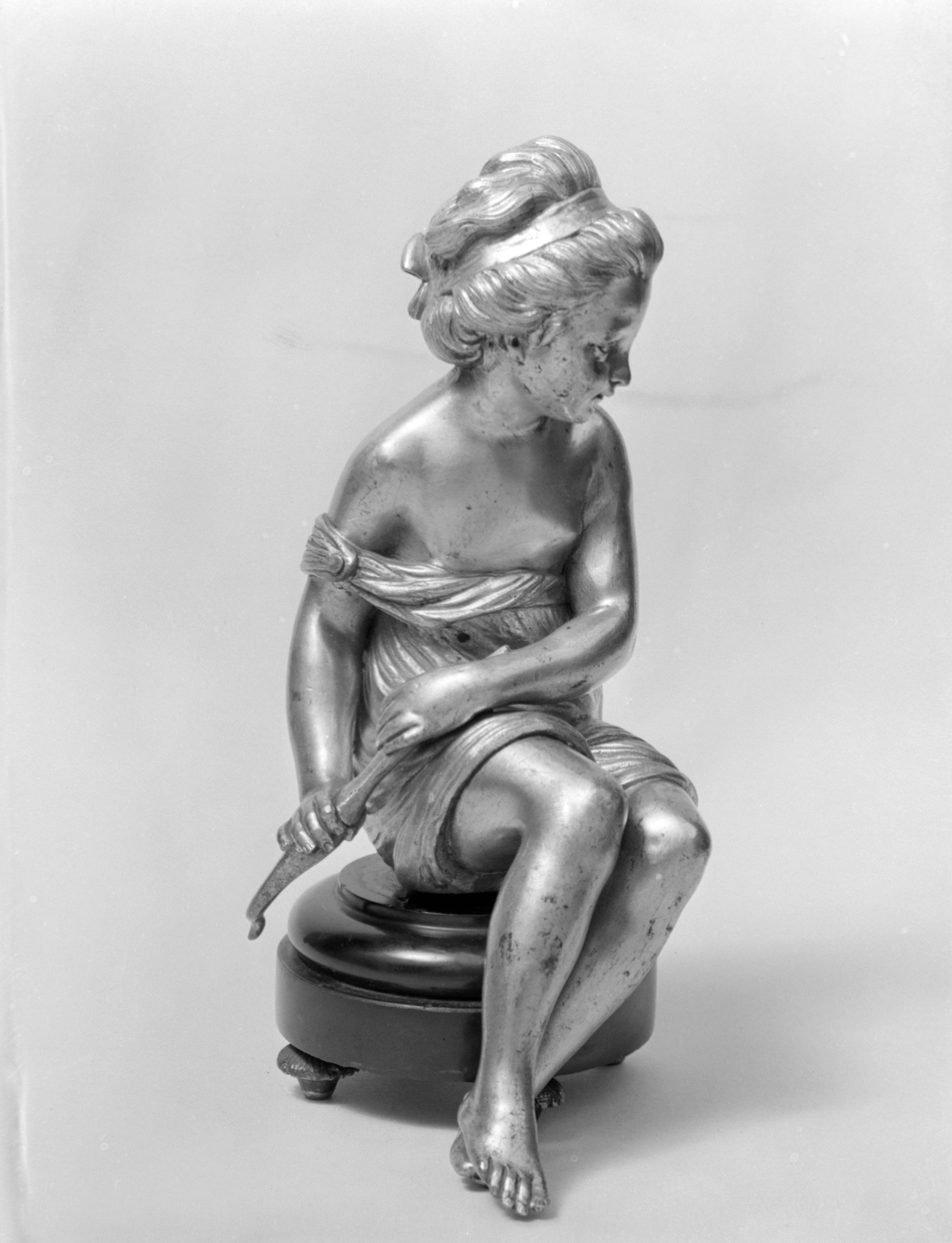
Ragazza seduta di Étienne Maurice Falconet, in bronzo (1788), Metropolitan Museum.
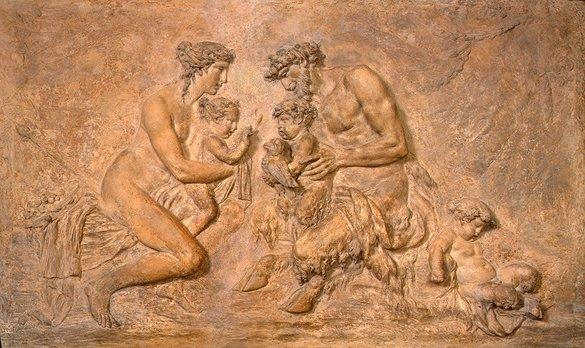
Famiglia del Fauno terracotta di Claude Michel (1785), National Gallery, Washington (D.C.).
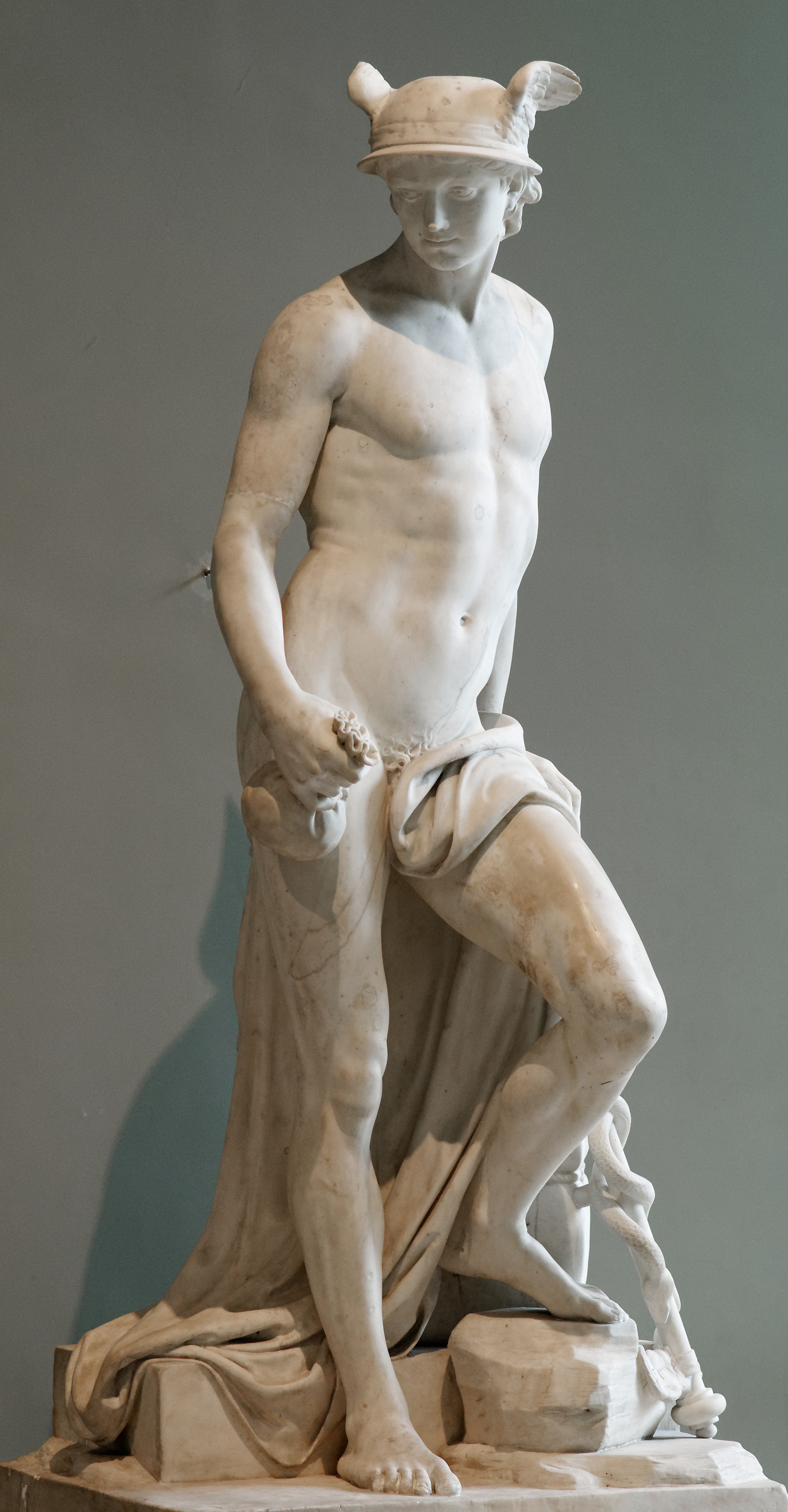
Mercurio di Augustin Pajou (1780), Louvre.
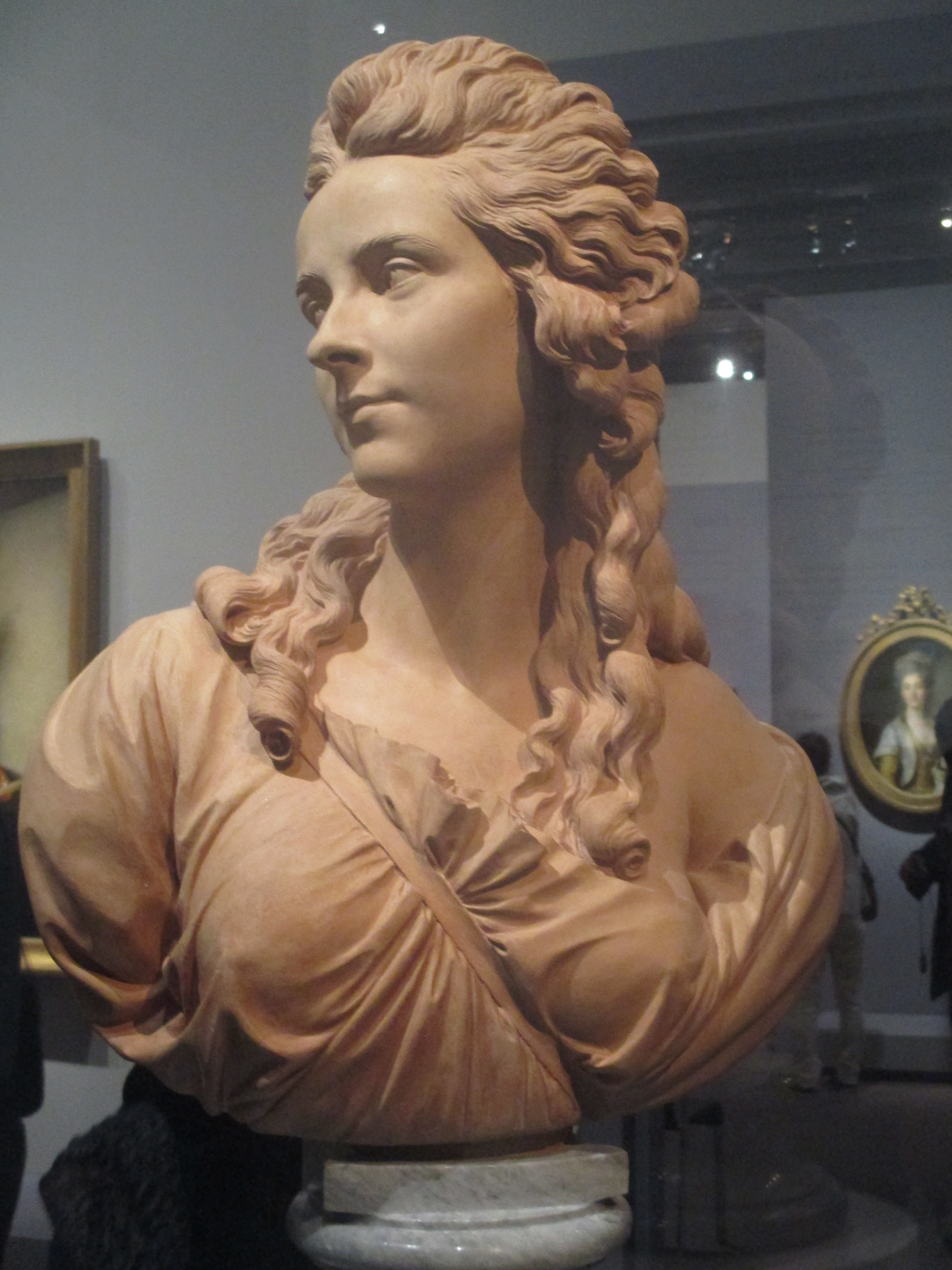
Busto di Madame Vigée Le Brun di Augustin Pajou (1785), Louvre.

## Decorazione d'interni
Il goût Grec o "gusto greco" nel disegno venne introdotto in Francia nel 1757 da Jean-François de Neufforge nella sua opera Recueil élémentaire d'architecture, nella quale egli lodava «il maestoso e sobrio stile degli architetti dell'antica Grecia». Egli riportò inoltre delle incisioni di soffitti sul modello classico, ghirlande di foglie di alloro, palme e guilloches (nastri annodati) oltre ad altri motivi che ben presto si fecero strada nei salotti parigini.
All'inizio degli anni '70 del Settecento, lo style pompéien o stile pompeiano iniziò ad entrare di moda a Parigi sulla base di riproduzioni di disegni ritrovati per l'appunto a Pompei, corredati da arabeschi, sfingi, cornucopie e vasi su tripodi, intramezzati a medaglioni e tralci di vite dipinti su muri bianchi o bordati di stucco dorato. Il nuovo stile traeva ispirazione ovviamente anche dalle grottesche di Raffaello dipinte nel Vaticano nel 1510. Il boudoir di Maria Antonietta al castello di Fontainebleau, disegnato da Rousseau de la Routière nel 1790, appena dopo l'inizio della Rivoluzione, ne è uno splendido esempio.
Durante la Rivoluzione francese, l'aristocrazia lasciò Parigi e gran parte dei palazzi e delle case cittadine vennero private del loro mobilio e delle loro decorazioni. Una nuova forma di neoclassicismo si fece strada durante il periodo del Direttorio in Francia (1795–99), la quale mischiava elementi di stile pompeiano allo stile Adam proveniente dall'Inghilterra. Quando Napoleone Bonaparte prese il potere come primo console, lo stile neoclassico assunse toni nuovi, quelli che sarebbero poi divenuti tipici dello stile impero (1799-1815).

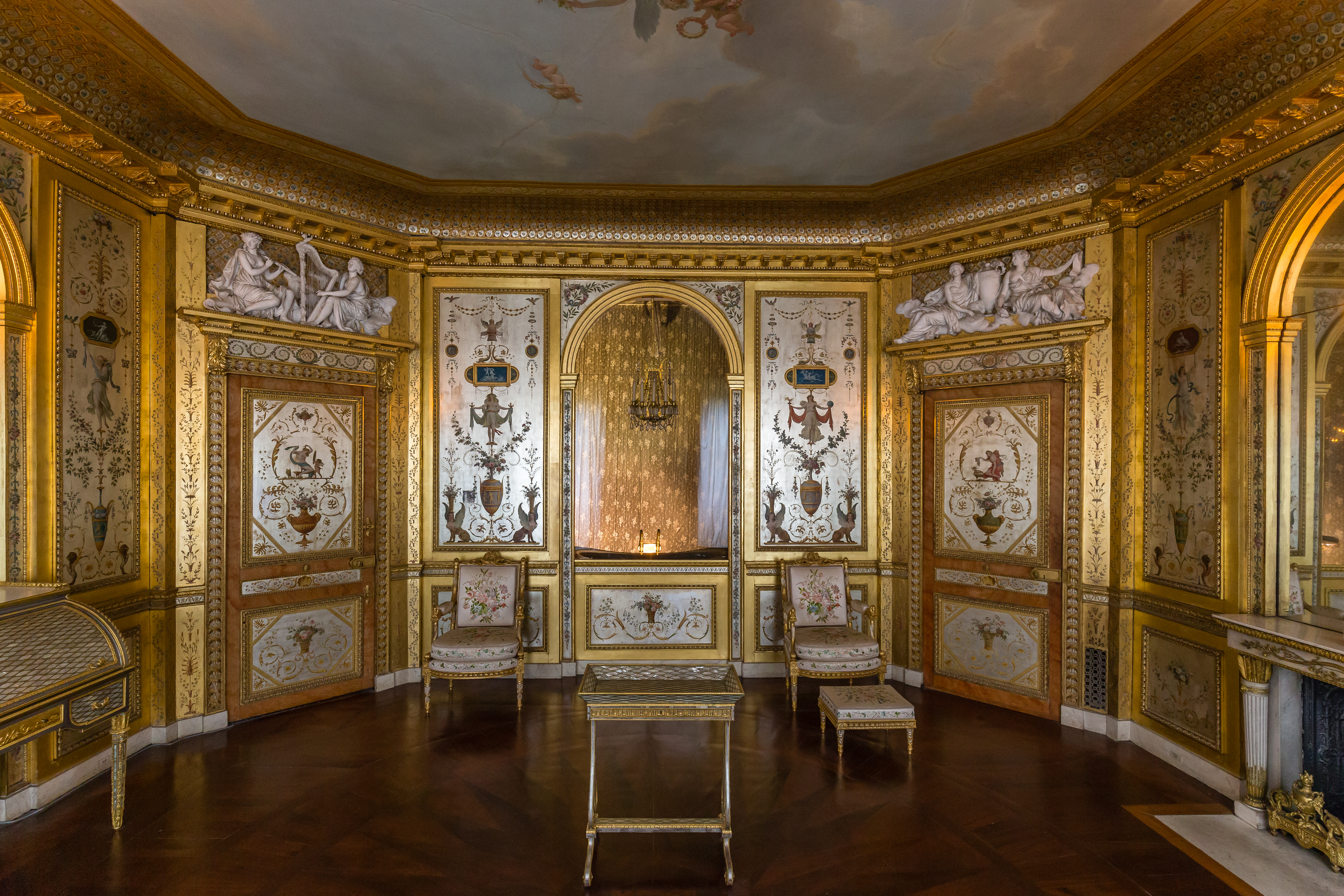
Boudoir di Maria Antonietta, castello di Fontainebleau (1790).
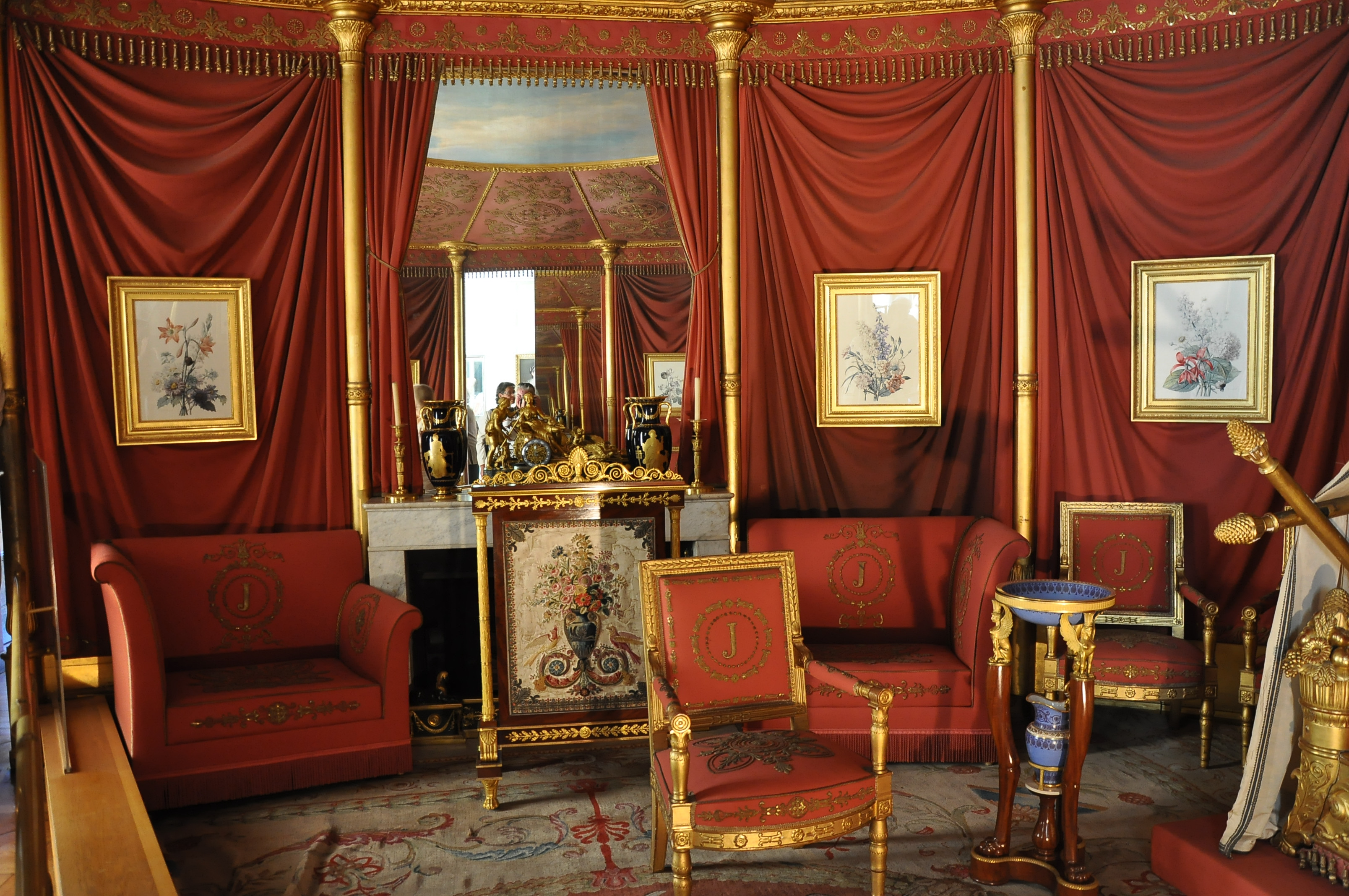
Appartamento dell'imperatrice Josephine al castello della Malmaison (1800).
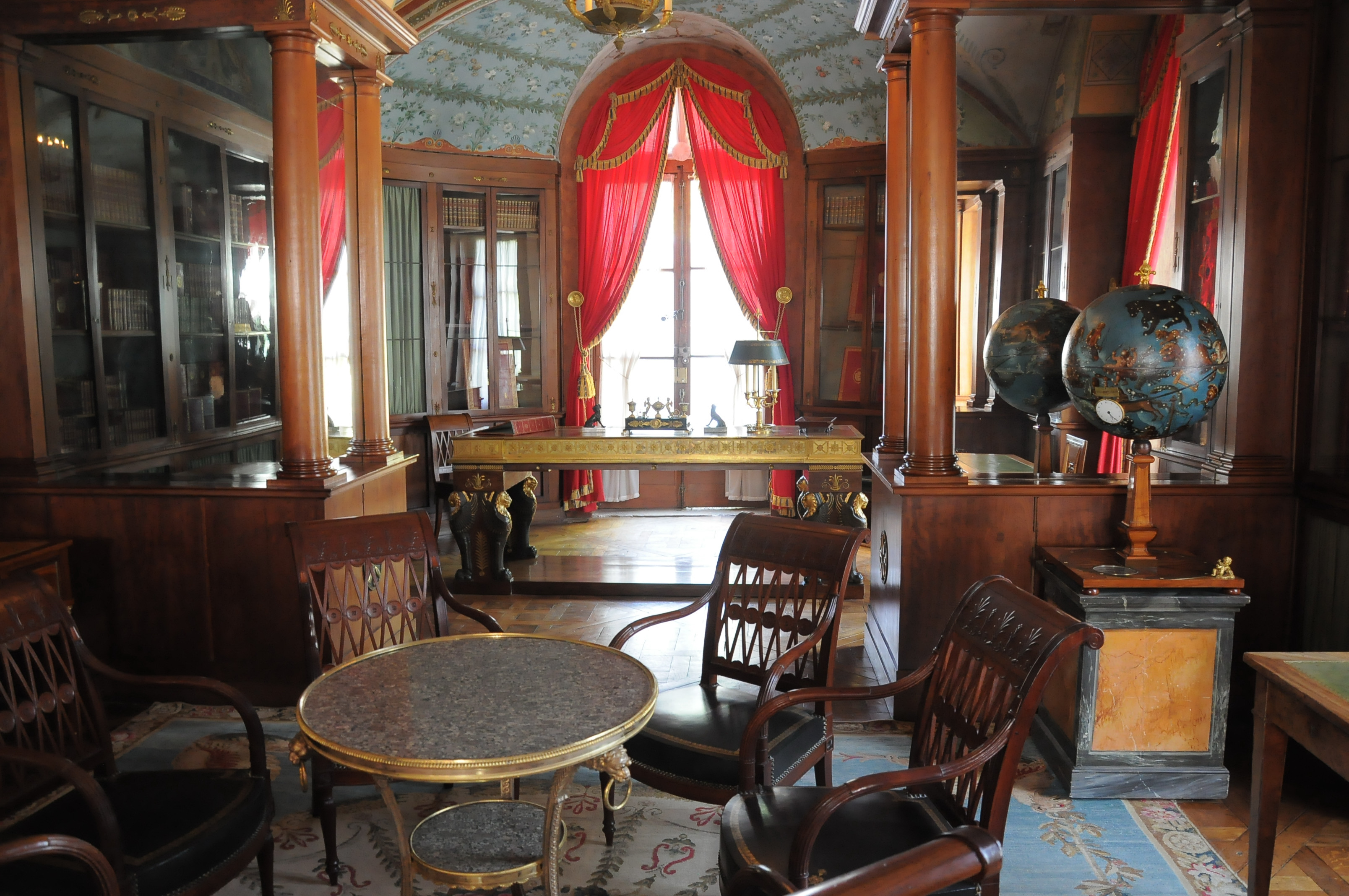
Biblioteca del castello della Malmaison, realizzata per l'imperatrice Josephine da Percier e Fontaine (1800).
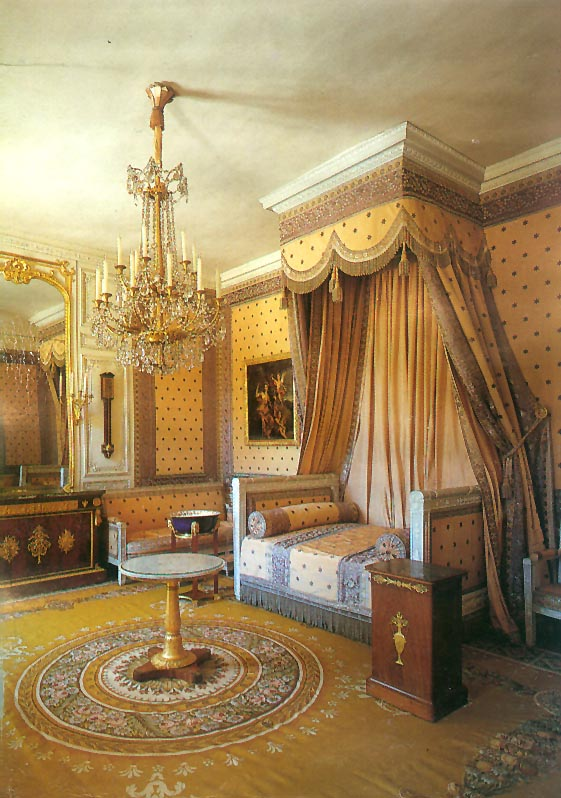
Stanza da letto di Napoleone al Grand Trianon, reggia di Versailles.

Lo stile impero fu in questo senso una derivazione del neoclassico puro e non a caso si servì di due energici disegnatori come Charles Percier (1764-1838) e Pierre-François-Léonard Fontaine (1762-1853) che già avevano servito sotto i re di Francia. I motivi divennero solitamente evocativi dell'impero con corone regali e d'alloro, medaglie, lire, cornucopie e teste classiche di profilo. Con Napoleone iniziò a diffondersi anche un certo gusto per lo stile militare e, dalla campagna d'Egitto, entrarono in uso anche figure come le sfingi, chimere e grifoni. L'aquila e la lettera N divennero particolarmente significativi con l'ascesa al potere di Napoleone nell'impero dal 1805.

## Mobilio
Il primo "gusto greco" nel mobilio in Francia iniziò ad apparire nel 1756-1757 coi disegni di Jean-François de Neufforge (1714-1791) e Jean-Charles Delafosse (1734-1791); esso si presentava rettangolare, massiccio e ancora pesantemente decorato, con colonne dorate e fregi. Ad ogni modo, poco dopo Jean-François Oeben produsse lavori di spessore più leggero per Luigi XV e Madame de Pompadour, i quali erano un ibrido di curve rococò con angoli retti del neoclassicismo. Le sedie avevano delle gambe curve à cabriolet, combinati però con fregi e ghirlande neoclassici. Oeben fornì mobili anche per Versailles e per altri palazzi reali, realizzando pezzi unici come le Bureau du Roi la scrivania-secretaire personale di Luigi XV.
Dopo la morte di Oeben, il suo posto venne preso da due suoi allievi, Jean-Henri Riesener (1734-1806) (che sposò la vedova di Oeben) e Jean-François Leleu. Riesener e Leleu produssero mobili di alta manifattura, spesso con intarsi e disegni floreali con l'uso di mogano, legni rari e bronzo.

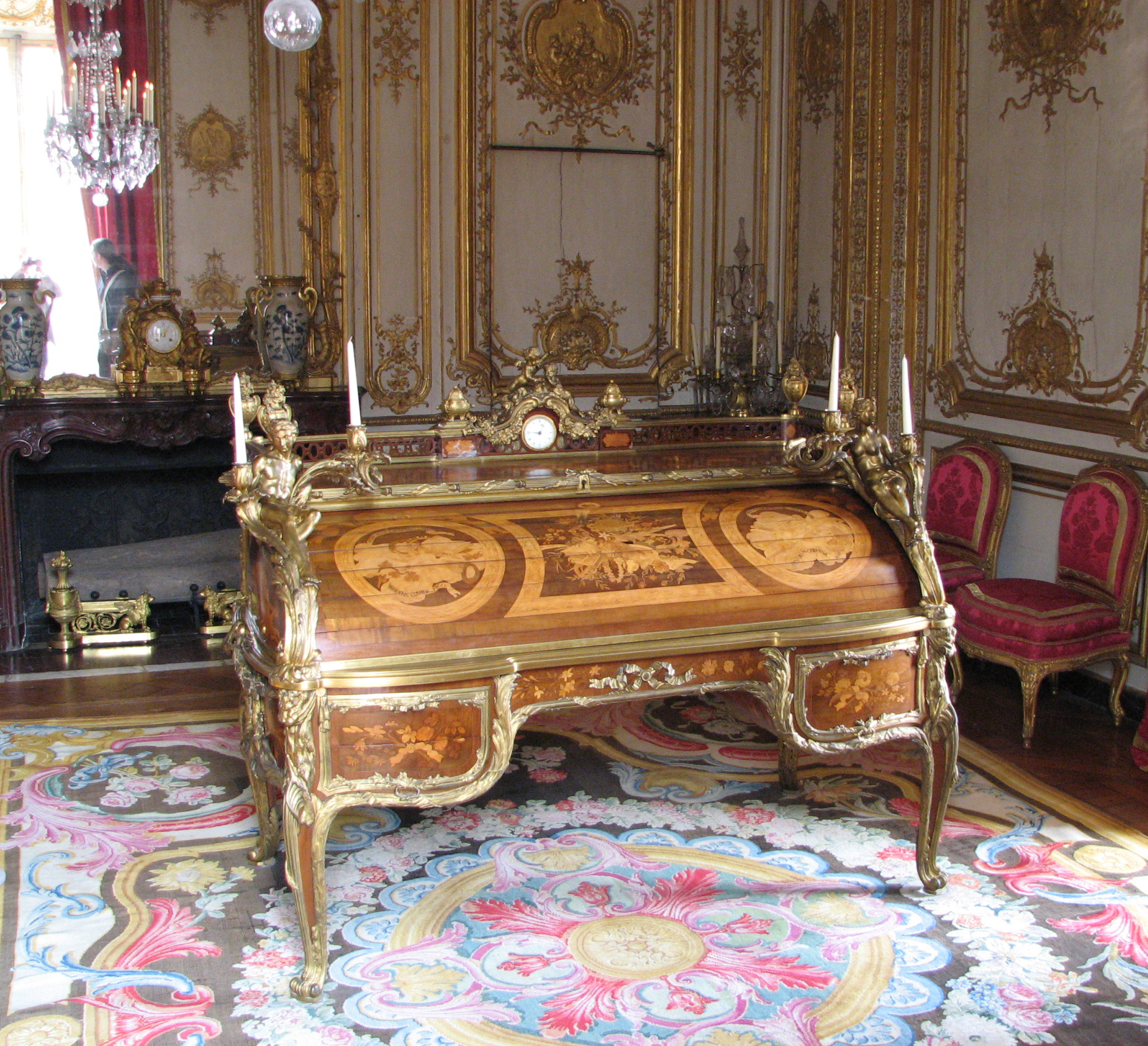
Il Bureau du Roi di Luigi XV realizzato da Jean-Henri Riesener (1760–69), Reggia di Versailles.
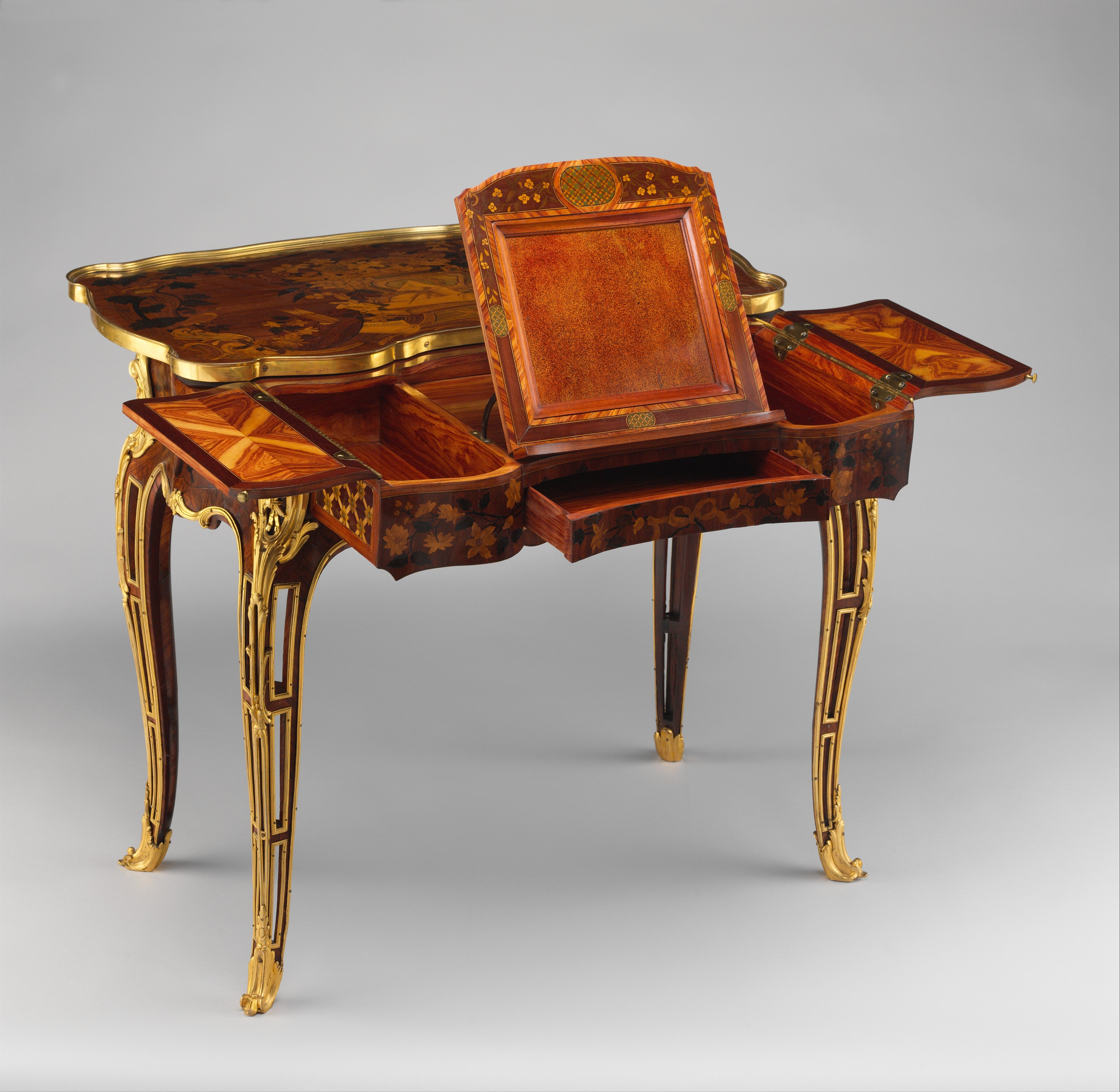
Scrivania con secretaire meccanico realizzato da Jean-François Oeben (1761–63), Metropolitan Museum di New York.
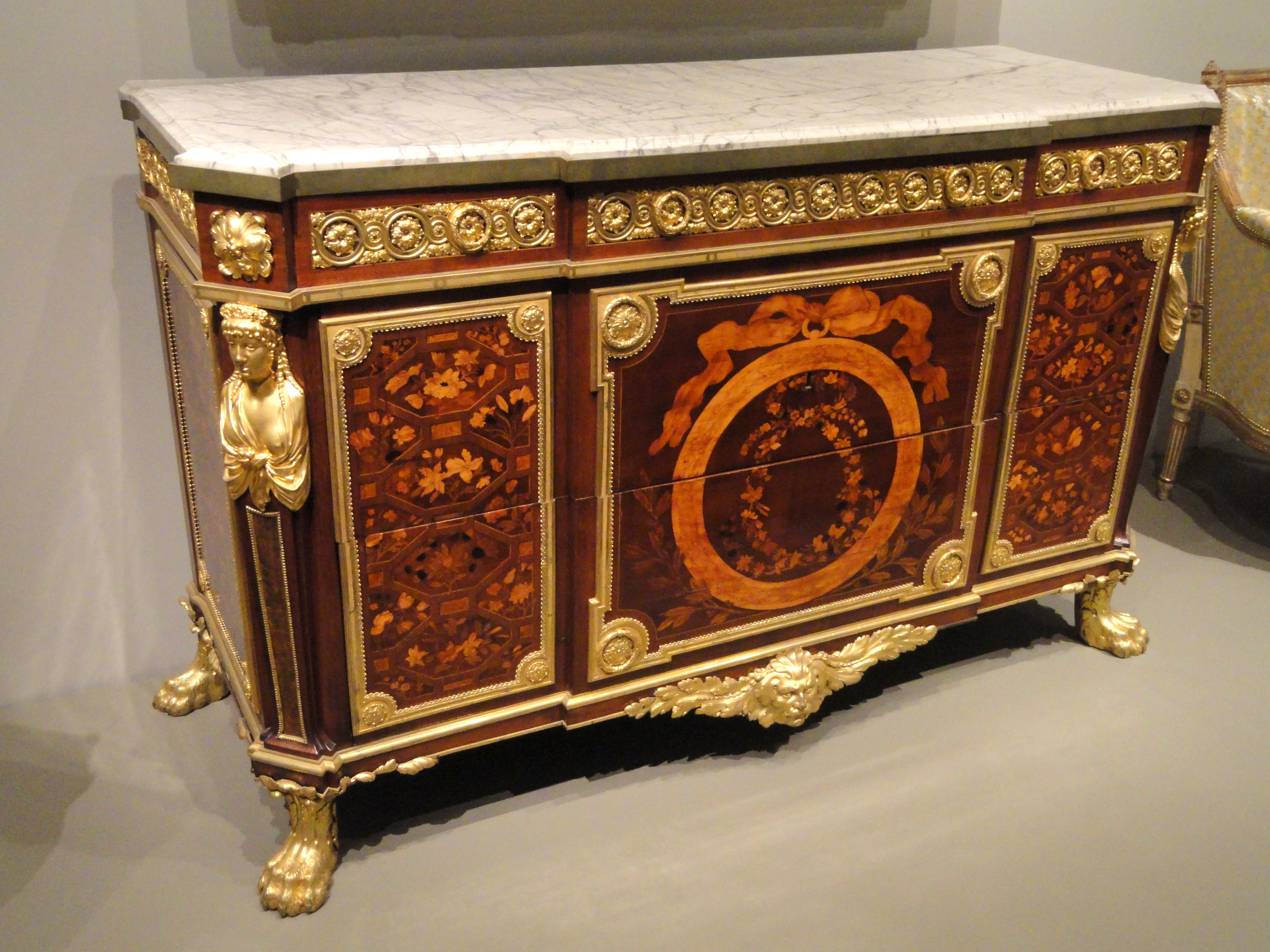
Comò di Jean-Henri Riesener (1770–80), Art Institute of Chicago.
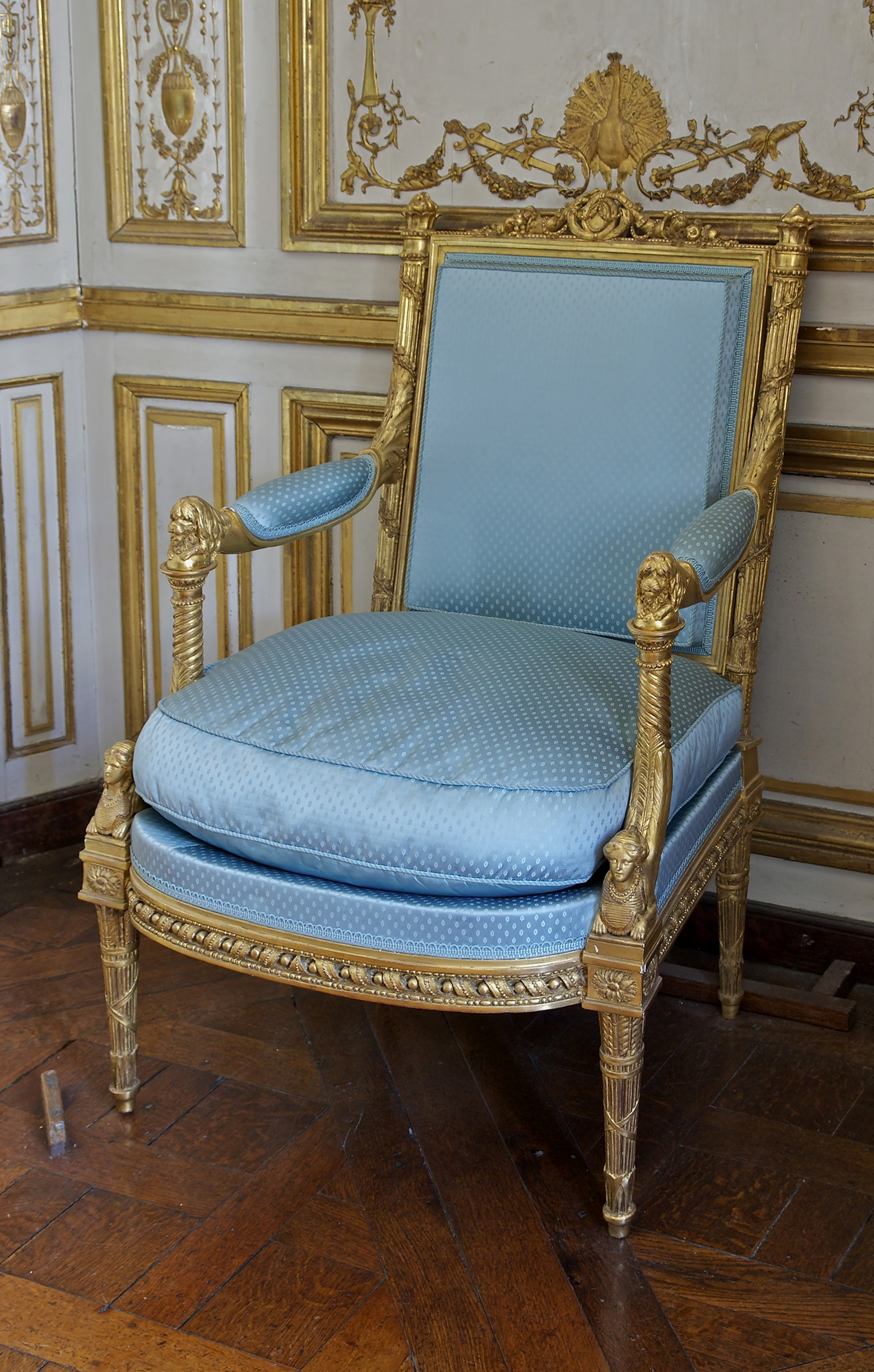
Poltrona di Georges Jacob (1781), Reggia di Versailles.
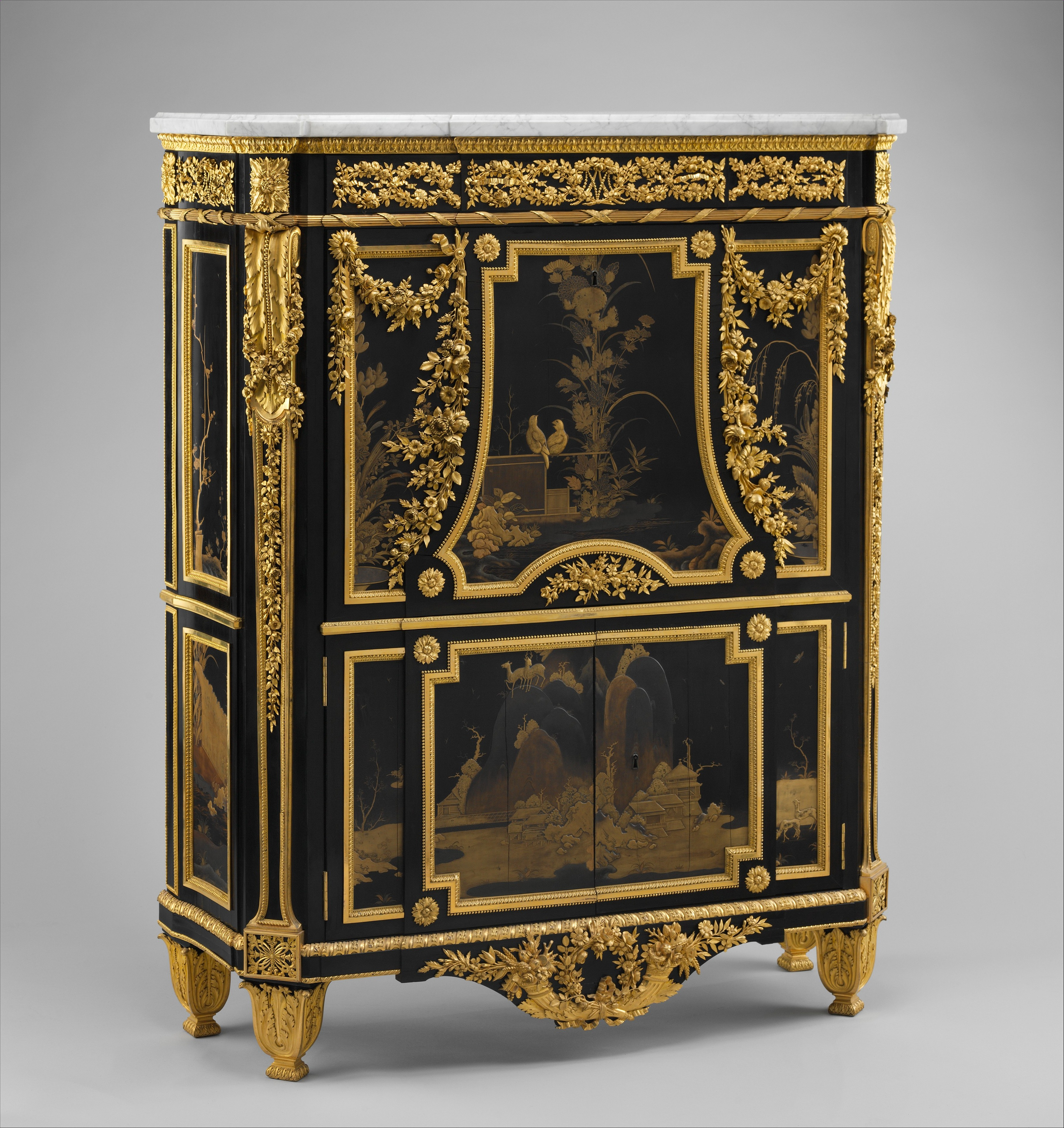
Secretaire di Jean-Henri Riesener (1783), Metropolitan Museum di New York.
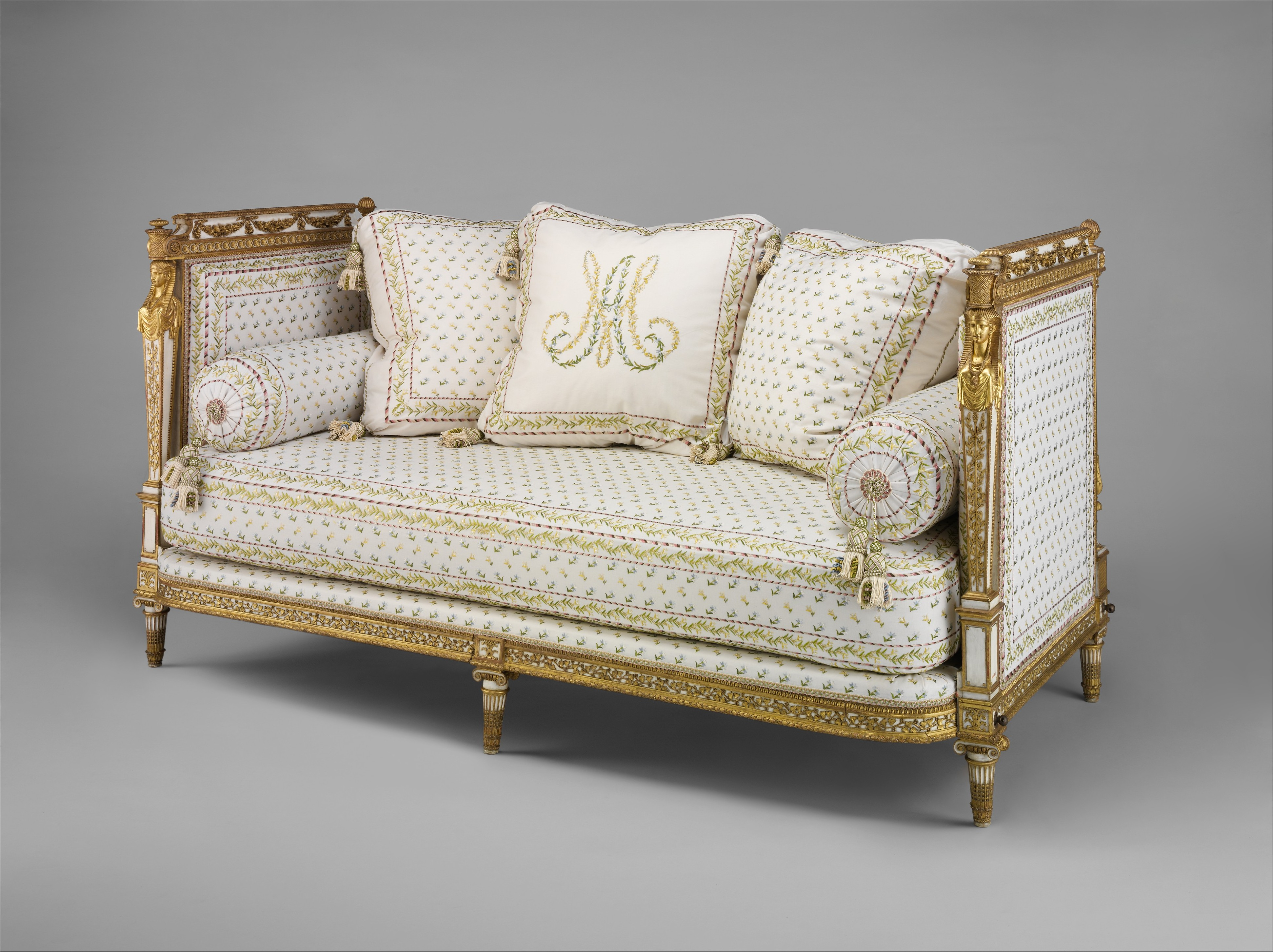
"Letto da giorno" di Jean-Baptiste-Claude Sené (1788), Metropolitan Museum.

Nel mobilio Luigi XVI, ed in particolare in quello prodotto negli anni '80 del Settecento, lo stile di mobilio divenne più leggero, più geometrico ed ornato più semplicemente, seguendo il gusto di Maria Antonietta. I principali disegnatori di mobili del periodo furono Jean-Baptiste-Claude Sené (1748-1803) e Georges Jacob (1739-1814). Negli ultimi anni di regno di Luigi XVI, Sené e Jacob giunsero a produrre mobili altamente originali come ad esempio delle sedie con gli schienali a forma di lira oppure scavati "alla moda etrusca" secondo le indicazioni del pittore Hubert Robert che le inventò per l'hameau della regina Maria Antonietta a Versailles. I decori delle poltrone, che rimasero popolari a lungo anche dopo la fine del neoclassicismo, furono mutuati dalle decorazioni di antichi vasi greci.

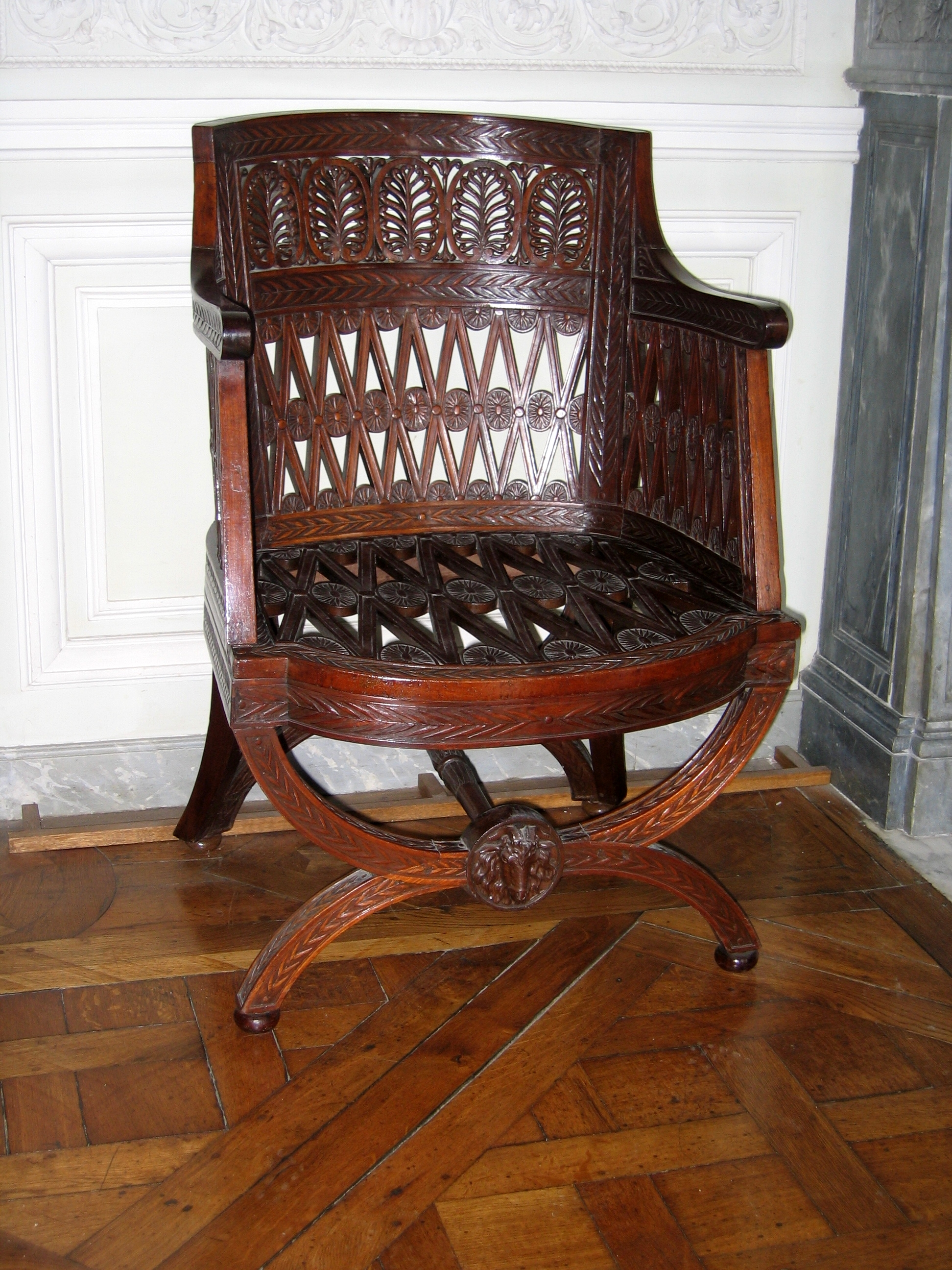
Poltrona "etrusca" per il Petit Trianon disegnata e prodotta da Hubert Robert e da Georges Jacob (1787), Reggia di Versailles.
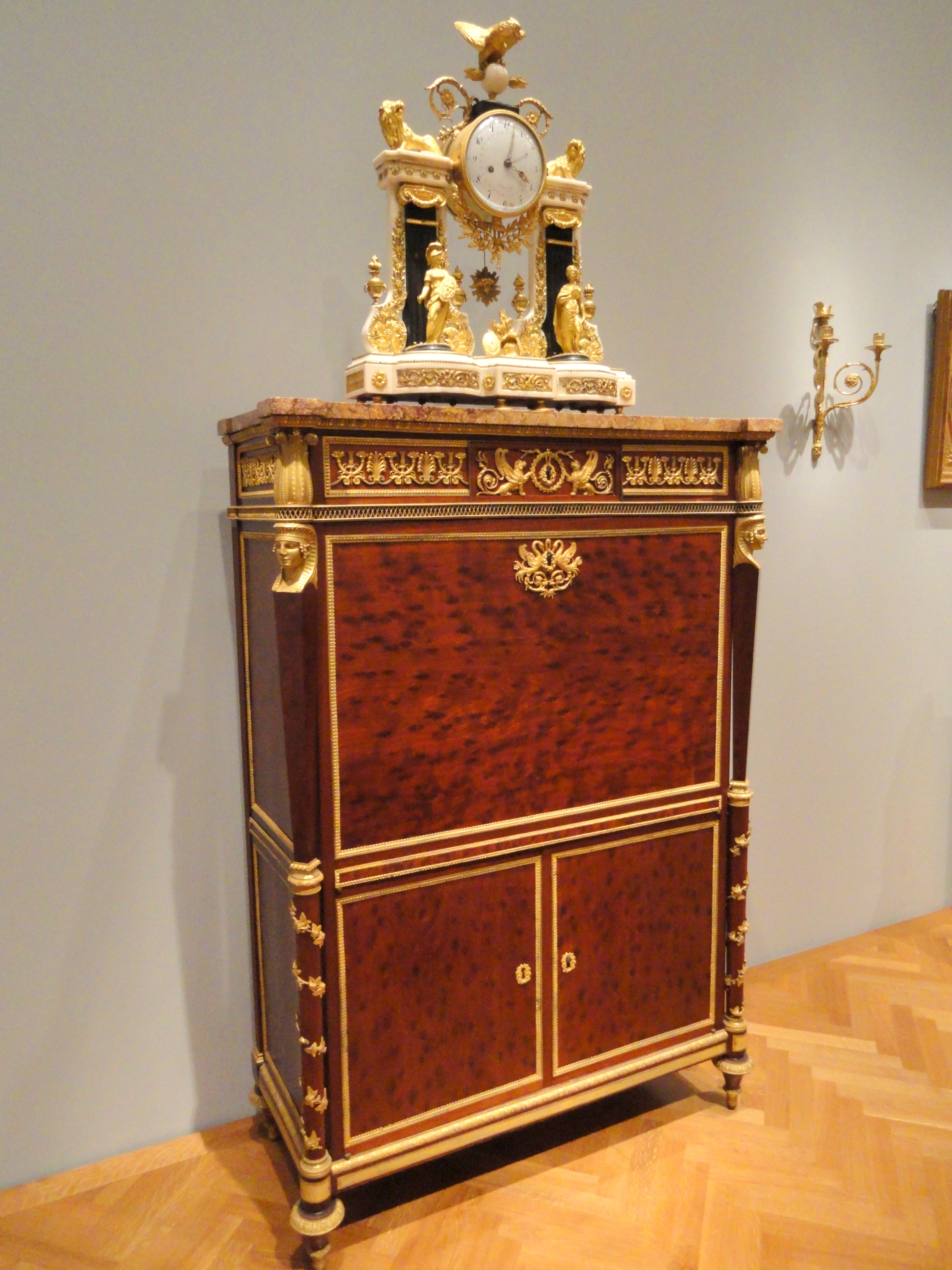
Secretaire di Bernard Molitor (c. 1800), Cleveland Museum of Art.
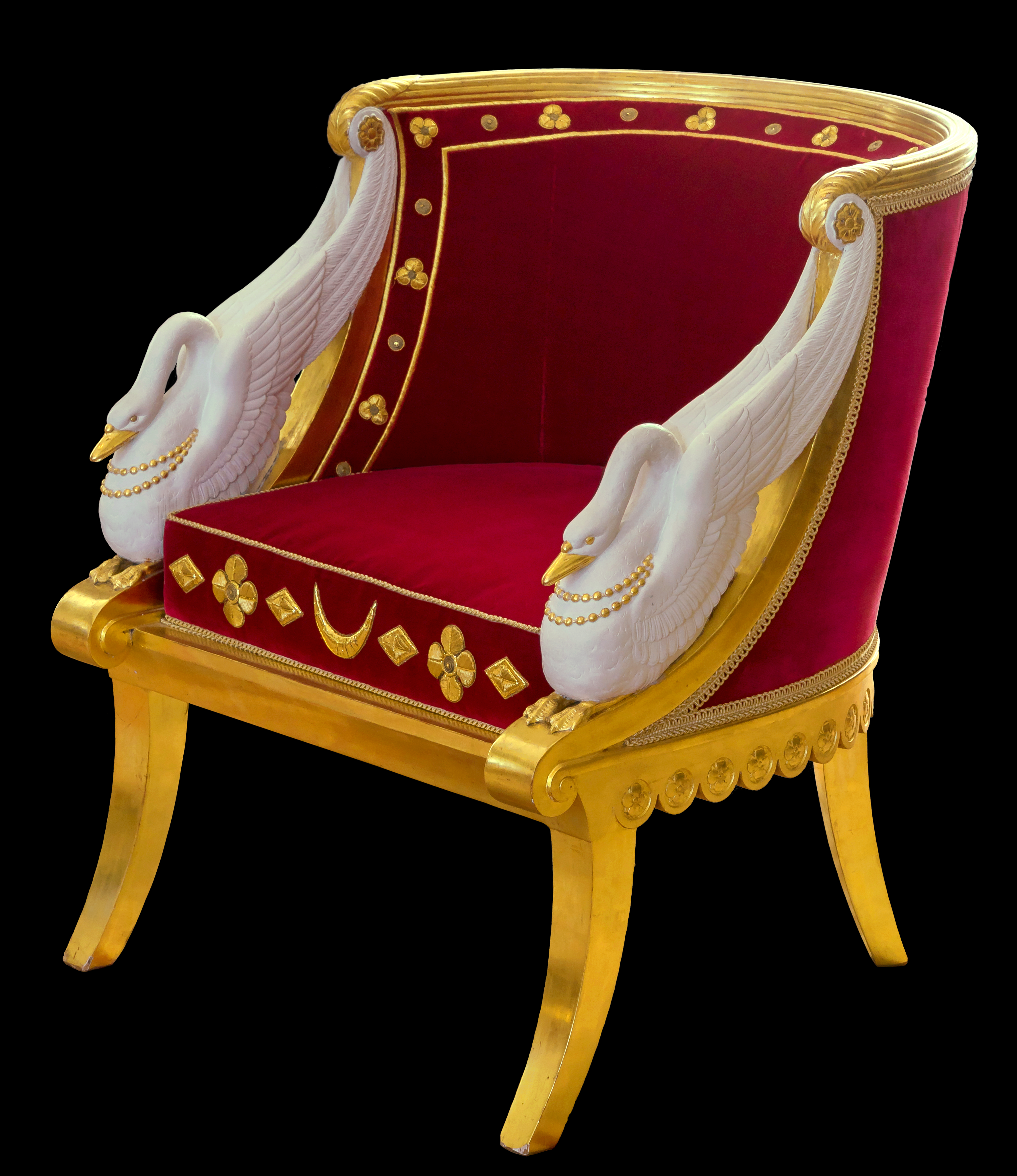
Poltrona a forma di cigno per l'imperatrice Josephine, di Georges Jacob (1804) Castello della Malmaison.

La produzione di mobilio venne sospesa durante la Rivoluzione francese; le famiglie aristocratiche abbandonarono la Francia e i mobili presenti nelle residenze reali vennero in buona parte venduti in enormi aste a favore dello stato; in gran parte andarono all'estero. Dopo il 1791, ad ogni modo, scomparve l'uso dei bronzi mentre si mantenne l'intaglio e l'intarsio nei mobili. Il gusto etrusco scomparve, ma lo stile neoclassico fiorì sotto il Direttorio (1793–99), il Consolato (1799-1804), e l'impero di Napoleone Bonaparte.
L'ultimo mobiliere di Luigi XVI, Georges Jacob, formò una nuova ditta con due dei suoi fratelli e, tra il 1796 ed il 1803, divenne un importante produttore di mobili neoclassici. Questi si sforzò di ricercar le forme classiche le più autentiche possibili. Si diffuse la sedia greca chiamata klismos; Jacob produsse molti divani di stile neoclassico, come pure molti Lit de Repos (ottomane), di cui una venne raffigurata anche da Jacques-Louis David nel suo ritratto di Juliette Récamier. Un altro mobile molto popolare divenne lo sgabello pieghevole sul modello di quelli utilizzati negli accampamenti militari romani. Dopo l'invasione dell'Egitto da parte di Napoleone nel 1798, il mobilio iniziò a venire influenzato dalla presenza di disegni egizi, forme geometriche stilizzate. Le continue guerre, ad ogni modo, finirono in gran parte per bloccare l'importazione di legni esotici per gli intagli e pertanto questi finirono per essere sostituiti da legni inusuali ma locali, come ad esempio il limone; il mogano rimase una scelta prestigiosa per il mobilio. Uno dei mobilieri più famosi del neoclassicismo dello stile impero fu Bernard Molitor, il quale arredò il castello di Saint Cloud, assieme all'opera degli architetti Charles Percier e Pierre-François-Léonard Fontaine, che realizzarono anch'essi mobili il più possibile aderenti ai dettami greci e romani antichi per le residenze napoleoniche e per i clienti della nuova aristocrazia napoleonica.